# Germanen
Als Germanen wird eine Gruppe ehemaliger Stämme in Mitteleuropa und im südlichen Skandinavien bezeichnet, deren Identität in der Forschung traditionell über die Sprache bestimmt wird. Kennzeichen der germanischen Sprachen sind unter anderem bestimmte Lautwandel gegenüber der rekonstruierten indogermanischen Ursprache, die als germanische oder erste Lautverschiebung zusammengefasst werden. Das von den Germanen bewohnte Siedlungsgebiet wurde von den Römern als Germania magna bezeichnet.

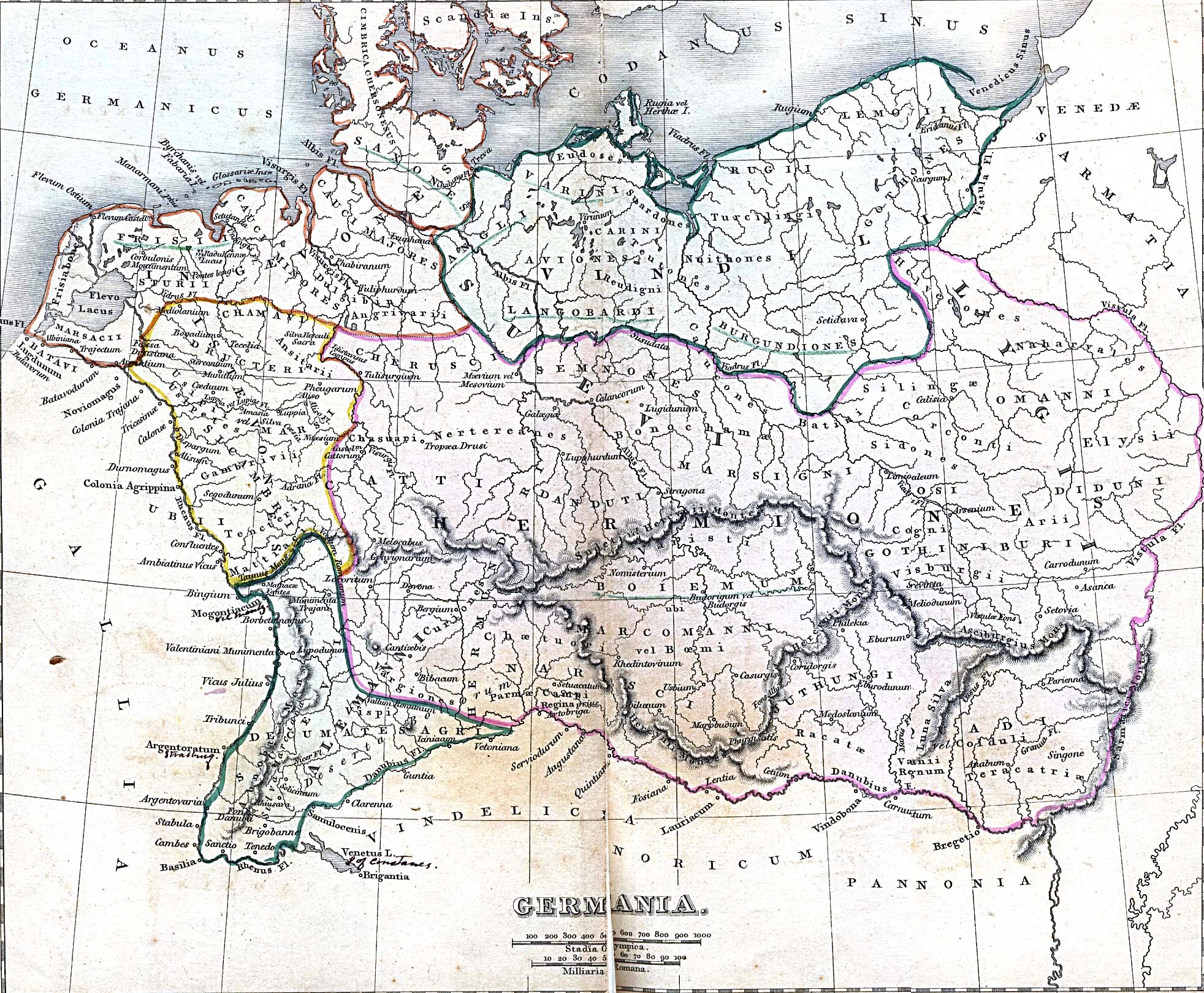
Germania magna im frühen 2. Jahrhundert, Karte von Alexander George Findlay aus dem 19. Jahrhundert

Ab der Zeitenwende prägte der Kontakt mit den Römern die germanische Welt, wie auch die Entwicklung des Römischen Reiches sich zunehmend mit der germanischen Welt verband. In der Spätantike kam es im Verlauf der „Völkerwanderung“ zu weitreichenden Zügen mehrerer germanischer Stämme (gentes), die teilweise größere Verbände bildeten (siehe Ethnogenese), und schließlich zu deren Einfall in das Römische Reich. Ihr Ziel war vor allem Teilhabe am Wohlstand des Imperiums, dessen Strukturen und Kultur sie keineswegs zerstören wollten. Einige dieser Gruppen gründeten Reiche nach antikem römischen Vorbild auf dem Boden des Westreiches, das um das Jahr 476 unterging. Elemente der germanischen Religion und des religiösen Brauchtums wurden unter anderem durch Akkommodation in das angenommene Christentum übertragen. In der neueren Forschung wird dabei die Sammelbezeichnung Germanen zunehmend kritisch gesehen, da die so bezeichneten Gruppen sich niemals als Einheit verstanden hätten, sondern es sich um eine reine Fremdbezeichnung handle, die Unterschiede verwische.
Dieser Artikel beschreibt die allgemeine Geschichte der germanischen Völker, beginnend vor der Zeitenwende, bis in die Spätantike bzw. das beginnende Frühmittelalter. In der Forschung wird auch die Geschichte Skandinaviens bis ins Mittelalter im germanischen Kontext gesehen. Die Geschichte einzelner Stämme, die germanische Mythologie und die germanischen Stammesrechte sind Thema weiterer Artikel.

## Begriff

### Herkunft und Bedeutungsentwicklung in der Antike
Die Herkunft des Begriffs Germanoí (griechisch Γερμανοί), lateinisch Germani ist bis heute nicht zufriedenstellend geklärt. Unklar bleibt ebenso die sprachlich-etymologische Herkunft wie das genaue Alter des Begriffes. In der Forschungsgeschichte wurden sprachliche Wurzeln aus dem Lateinischen, Keltischen und Germanischen diskutiert. Die gelegentlich hergestellte Verbindung mit germanisch *gaizaz, ‚Ger, Wurfspeer‘ gilt heute als widerlegt. Als unwahrscheinlich gilt aus phonetischen Gründen auch die Ableitung von lat. germānus ‚leiblich, echt, wahr‘, die schon Strabon vorschlug. Am wahrscheinlichsten wird damit eine keltische Etymologie. Erwogen werden die Wurzeln von altirisch gair ‚Nachbar‘ oder gairm ‚Schrei‘, woraus die Benennungsmotive „die Nachbarn“ bzw. „die Schreienden“ resultieren.
Der Germanenname bildete in der Antike einen völkerkundlichen Oberbegriff für eine Großgruppe zwischen Kelten und Skythen. Es handelte sich also in der Hauptsache um eine Fremdbenennung bestimmter Völker und nur zum geringeren Teil und wohl erst sekundär um eine Selbstbezeichnung der germanischen Völker. Die rechts des Rheins siedelnden Völker blieben vor Caesars gallischen Feldzügen (58–52 v. Chr.) weitgehend außerhalb des Horizonts der antiken Beobachter und wurden, als man von ihnen erfuhr, zunächst für Kelten gehalten oder zumindest nicht ausdrücklich von diesen unterschieden. Älteste historische Berichte über germanische Kulturen stammen von Begegnungen mit den Griechen und dem Römischen Reich; eigene Schriftzeugnisse wie zum Beispiel Runeninschriften finden sich dagegen erst nach der Zeitenwende. Die Berichte der antiken Autoren zu den Germanen basieren dabei häufig nicht auf eigener Beobachtung, sondern auf Hörensagen. Der griechische Reisende Pytheas aus Massalia berichtete bereits um 330 v. Chr. über die Länder um die Nordsee und die dort lebenden Völker. Die ostgermanischen Bastarnen drangen ab etwa 200 v. Chr. nach Südosten in das heutige Ostrumänien vor und wurden ab 179 v. Chr. in Kämpfe der Makedonen und anderer Völker auf der Balkanhalbinsel verwickelt. Um das Jahr 120 v. Chr. zogen die Kimbern, Teutonen und Ambronen südwärts und brachten den Römern einige ernsthafte Niederlagen bei (Kimbernkriege).
Als ältester Beleg für den Volksnamen werden manchmal die Fasti Capitolini zum Jahre 222 v. Chr. angeführt. Dort ist von einem Sieg des Marcus Claudius Marcellus „de Galleis et Germaneis“ („über Gallier und Germanen“) bei Clastidium die Rede. Allerdings kann es sich bei dieser Erwähnung des Germanennamens auch um eine nachträgliche Umschreibung im Rahmen der augusteischen Fastenredaktion handeln. Die erste zweifelsfreie Verwendung des Germanennamens findet sich um 80 v. Chr. bei Poseidonios. Der Begriff bezog sich zunächst nur auf eine kleine Stammesgruppe im belgisch-niederrheinischen Bereich, deren Gebiet ursprünglich auf rechtsrheinischer Seite lag. Poseidonios schildert, dass diese „Germanen“ als Hauptmahlzeit Glieder gebratenen Fleischs zu sich nähmen und dazu Milch sowie unvermischten Wein tränken, und entsprach damit in gewisser Weise dem Barbarentopos seiner Zeit.
Gaius Iulius Caesar berichtet in seinem De bello Gallico für das Jahr 55 v. Chr. von den links des Rheins siedelnden Belgerstämmen der Remi, Condrusi, Eburones, Caerosi, Paemani und Sequani, dass sie sich Germanen nannten, und bezeichnet diese Stämme (immer den Angaben der mit ihm verbündeten Remer folgend) als Germani cisrhenani, nicht aber die (heute ebenfalls als germanisch geltenden) Atuatuci – die er für Abkömmlinge der Kimbern hielt – und nur mit Einschränkungen die Ambivarites. Die Bezeichnung cisrhenani („linksrheinisch“) legt nahe, dass man die so benannten Stämme schon damals von den rechtsrheinischen Germani unterschied.

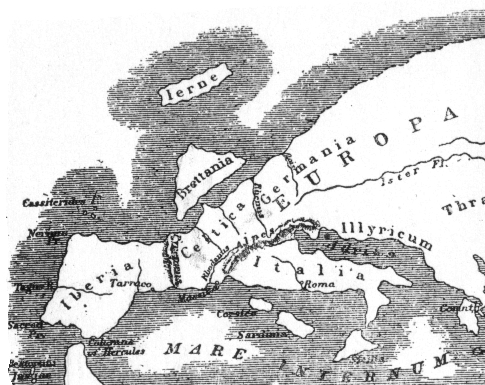
Karte Europas nach Strabon

Im Laufe von Caesars Kriegsbericht wird der Germanenbegriff inhaltlich weiter aufgefüllt bis hin zu seiner umfassenden Erläuterung im Germanenexkurs des sechsten Buchs (53 v. Chr.). Hier verwendet Caesar auch explizit einen erweiterten Germanenbegriff, indem er den Rhein zur Kulturscheide zwischen Galliern am Westufer und Germanen östlich des Stromes erklärt und alles Land östlich davon als Germanien bezeichnet. Der Althistoriker Mischa Meier kommt deshalb zu dem Befund: „Caesar hat die Germanen erfunden“. Ethnisch-kulturelle Kriterien, nach denen Personengruppen objektiv als germanisch oder nicht-germanisch identifiziert werden könnten, gebe es nicht.
Was Caesar dazu bewog, alle östlich des Rheins lebenden Völkerschaften mit Germanen zu identifizieren, ist in der historischen Forschung umstritten. Eine Erklärung könnte sich aus der Absicht des Feldherrn ergeben, den Rhein als Völkergrenze anzunehmen, derart eine tiefe Kluft zwischen Galliern und Germanen postulierend, und so sein militärisches Werk als „Eroberung Galliens“ darzustellen.
In diesem Fall wäre die geographische Unterscheidung von Kelten und Germanen auch politisch motiviert gewesen, konnte sie doch dabei helfen, den Herrschaftsanspruch Roms auf alle linksrheinischen Gebiete zu festigen. Hatte Caesar schon zuvor unterschiedliche Gruppen, die sich selbst als Aquitaner, Kelten und Belger verstanden, vereinheitlichend Gallier genannt, so übertrug er nun den Germanenbegriff auf verschiedene Völkergruppen rechts des Rheins. Eine eindeutige Kulturscheide stellte der Rhein jedoch damals nicht dar, da sowohl östlich davon keltische als auch westlich davon germanische Gruppierungen siedelten, wie schon aus Caesars Bericht hervorgeht. Aus archäologischer Sicht lässt sich lediglich das Gebiet der keltischen oppida in nördlicher und östlicher Richtung abgrenzen. Die Definition Caesars wirkte sich fortan auch in ethnographischer Hinsicht differenzierend aus.
Vor Caesar hatte man angenommen, dass nördlich der Alpen im Westen die Kelten und im Osten – durch den Fluss Tanaïs (heute Don) von jenen getrennt – die Skythen leben. Cicero kannte den Germanenbegriff Caesars im Jahre 56 v. Chr. noch nicht. Aber schon für Pomponius Mela (um 44 v. Chr.) waren die südliche Grenze des Germanengebietes die Alpen, die westliche Grenze der Rhein, die östliche die Weichsel und das Gebiet der Sarmaten, die nördliche die Meeresküste. Auch Plinius der Ältere nennt in seiner Naturalis historia (um 77 n. Chr.) Germanen in den Alpen. Noch Strabon beschrieb die Germanen in seiner Geographie (zwischen 20 v. Chr. und 23 n. Chr. verfasst) als ein den Galliern ähnliches Volk. Auch der Zug der Kimbern, Teutonen und Ambronen wurde erst spät als Auftakt zur römisch-germanischen Konfrontation aufgefasst. Zur Zeit ihres Auftretens wurden die Kimbern noch nicht als Germanen identifiziert. Erst Plutarch prägte um 100 n. Chr. die Bezeichnung „Germanen“ auch für den nordseegermanischen Stamm, der zuvor überwiegend für keltisch gehalten worden war. Der römische Historiker Tacitus teilt in seiner ethnographischen Schrift Germania (frühestens 98 n. Chr.) zu den von ihm verwendeten Begriffen Germani und Germania mit:

„Die Bezeichnung Germanien sei übrigens neu und erst vor einiger Zeit aufgekommen. Denn die ersten, die den Rhein überschritten und die Gallier vertrieben hätten, die jetzigen Tungrer, seien damals Germanen genannt worden. So habe der Name eines Stammes – nicht eines ganzen Volkes – allmählich weite Geltung erlangt: zuerst wurden alle [rechtsrheinischen Völker] nach dem Sieger, aus Furcht vor ihm, als Germanen bezeichnet, bald aber nannten auch sie selbst sich so, nachdem der Name einmal aufgekommen war.“

Diese Nachrichten des Tacitus stimmen mit den von Caesar überlieferten Angaben der belgischen Remer aus der Zeit des Gallischen Krieges überein. Demnach wurden die rechtsrheinischen Stämme zuerst von den benachbarten Galliern in einem umfassenderen Sinn als „Germanen“ bezeichnet. Diese Ausweitung des Germanennamens wird heute meist darauf zurückgeführt, dass die Gallier die östlichen Invasoren als fremd oder andersartig empfanden und sich von ihnen abzugrenzen suchten. Die Römer hätten den Germanennamen dann von den Galliern übernommen.

### Eine germanische Identität in der Antike?
Von Tacitus stammt die Überlieferung einer mythischen Genealogie, nach der sich die Germanen auf Tuisto, seinen Sohn Mannus und dessen drei Söhne zurückführten, die den Stammesgruppen der Ingaevonen, Hermionen und Istaevonen ihren Namen gegeben hätten. Eine Variante habe noch die Marsi, Gambrivii, Suebi und Vandilii hinzugefügt. Die Selbstzuordnung von Stämmen zu einer gemeinsamen Volksgruppe, wie sie sich in dieser mythischen Genealogie zeigte, lässt auf ein irgendwie geartetes Gefühl der Zusammengehörigkeit schließen.
In historischer Zeit kam es zu verschiedenen Ethnogenesen im germanischen Bereich. Diese Tendenz zur Vereinheitlichung ging von verschiedenen Zentren aus und war häufig eher von außen als von innen her stimuliert. Dabei spielte auch die Infiltration geographischer Randgruppen an der Elbe und in Jütland sowie in Südskandinavien eine Rolle. Nach Reinhard Wenskus beförderten vor allem die Sueben eine Ethnogenese der Germanen im mitteleuropäischen Bereich. Auch nach außen wirkte die Dominanz der Sueben, deren Tradition und Erscheinung bestimmend für die ethnographische Wahrnehmung und Beschreibung zahlreicher germanischer Stämme in der antiken Welt wurden. Dass sich letztlich nicht der Suebenname, sondern der ältere der Germanen durchsetzte, ist nach Wenskus auf die Konfrontation der Sueben mit den Römern zurückzuführen, die die politische Kraft des Suebentums gebrochen habe. Seit dem Ende des 5. Jahrhunderts ging die Außenwirkung des Suebennamens teilweise auf die Goten über, so dass der Ausdruck „gotische Stämme“ für zahlreiche, meist ostgermanische Völker gebräuchlich wurde. Für die Germania magna blieb es aber auch in dieser Zeit beim Germanenbegriff, neben dem die wandernden ostgermanischen Großstämme unter einer eigenen Identität – als Goten, Vandalen usw. – auftraten.
In jüngster Zeit wird in der Forschung verstärkt die Instabilität ethnischer Identitäten gerade in der Antike betont und dabei auch das vermeintlich dem nationalstaatlichen Denken des 18. und 19. Jahrhunderts entstammende Konzept der Germanen in Frage gestellt. „Germane“ sei (wie „Barbar“) nur eine Fremdbezeichnung, die mehr über Griechen und Römer aussage als über die mit den Begriffen bezeichneten Gruppen und Individuen. Vereinzelt wird sogar gefordert, Germane und germanisch im wissenschaftlichen Kontext überhaupt nicht mehr zu verwenden.

### Moderner Germanenbegriff

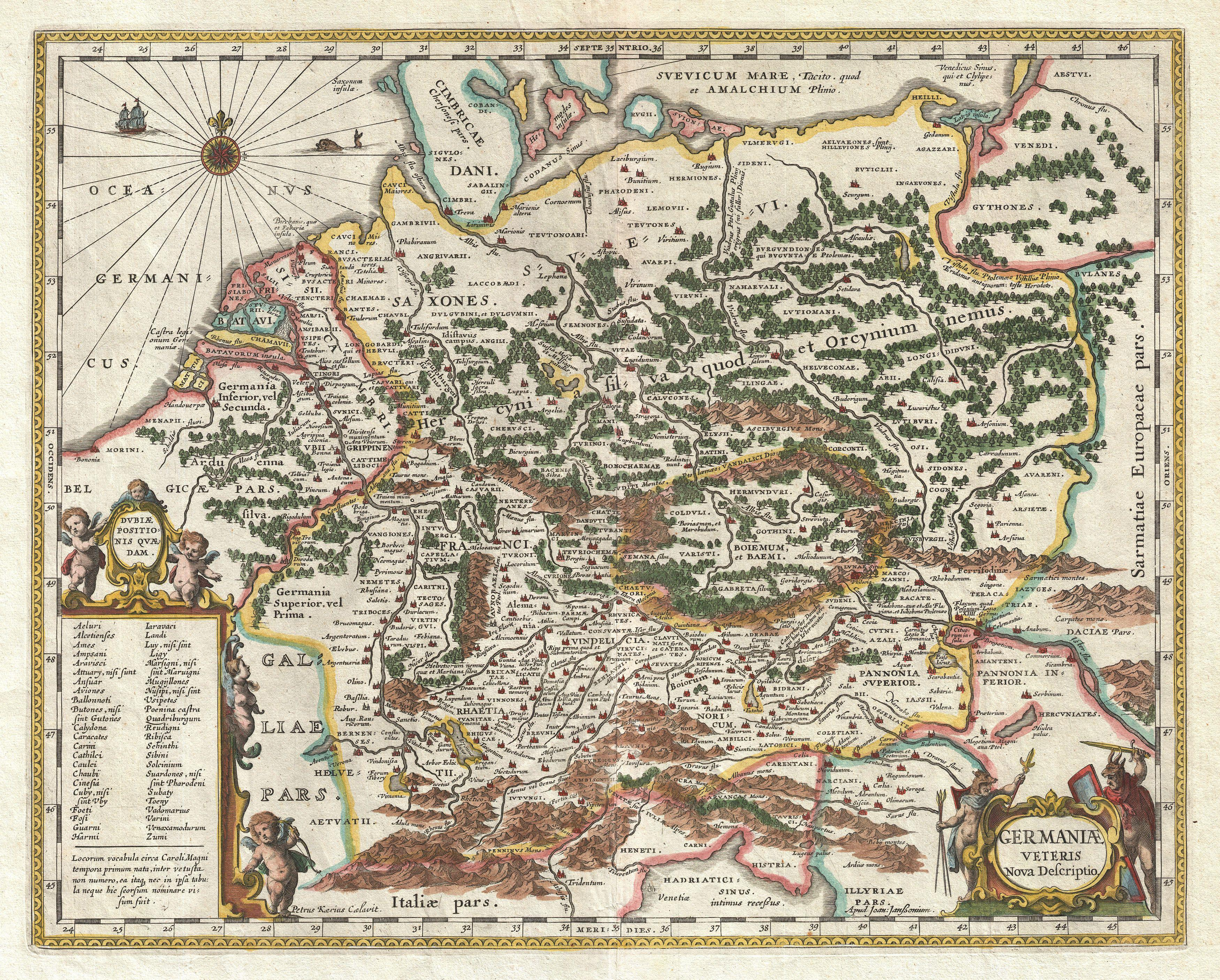
Johannes Janssonius: Germaniae Veteris Nova Descriptio, an Tacitus, Strabon und vor allem Claudius Ptolemäus orientierte Karte des antiken Germanien von 1657

Der moderne Germanenbegriff baut auf der Begriffsbildung der antiken Schriftsteller auf, die spätestens im Zeitalter des Humanismus erneut aufgegriffen wurde. Obwohl bereits Tacitus Teile Skandinaviens zu Germanien zählte, ist die allgemeine Ausweitung des Germanenbegriffs auf Skandinavien eine spätere Entwicklung, die vor allem auf sprachlichen und ethnographischen Beobachtungen gefußt haben dürfte. Der schwedische Reformator und Historiker Olaus Petri unterstellte im 16. Jahrhundert Schweden und Deutschen eine gemeinsame Herkunft. Im späten 18. Jahrhundert war die Idee einer historischen, ethnischen und sprachlichen Zusammengehörigkeit der nordischen Länder mit Deutschland unter den Gelehrten allgemeine Überzeugung geworden. Gottfried Wilhelm Leibniz schrieb in seinen Unvorgreifflichen Gedancken, betreffend die Ausübung und Verbesserung der Teutschen Sprache (postum 1717, Neudruck 1995, S. 22), dass alles, was die Schweden, Norweger und Isländer von ihren Goten rühmen, auch unser sei; diese Völker müssten für nichts anderes als Norddeutsche gehalten werden. Auch Johann Gottfried Herder teilte 1765 diese Auffassung in einer Rezension zu der Einführung in die Geschichte Dänemarks des Historikers Paul Henri Mallet.
Zur gleichen Zeit wurde der humanistische Germanenbegriff mit dem romantischen Volksbegriff zusammengebracht und führte über die „Volksgeistlehre“ zur Vorstellung einer Kontinuität zwischen antiken Germanen und neuzeitlichen Deutschen. Der Fortschritt der Sprachwissenschaft im frühen 19. Jahrhundert erlaubte es, diesen Volksbegriff mit der nun als „germanisch“ titulierten Sprachfamilie zu verknüpfen. Auch der modern-archäologische Germanenbegriff ging von diesem sprachwissenschaftlichen Germanenbegriff aus: Weil sich der „Volksgeist“ auch in seinen materiellen Schöpfungen ausdrücke, wurden archäologische Fundtypen dann bestimmten Kulturgruppen zugeordnet, wenn eine durchgehende Besiedlung nachgewiesen werden konnte und diese mit den antiken Quellen vereinbar war, wie insbesondere Gustaf Kossinna festhielt. Im späten 19. Jahrhundert erlebte die Germanenforschung dank dem Bedürfnis nach einer nationalkulturellen Identitätsbestimmung einen weiteren Aufschwung, führte so zu wichtigen Erkenntnissen, aber auch zu einem verstärkten Rekurs auf die angenommene Geschichtskontinuität von den Germanen bis zum deutschen Kaiserreich des 19. Jahrhunderts, die schließlich in den Germanenmythos völkischer Bewegungen und dann des Nationalsozialismus münden konnte. Zahlreiche Aussagen und Begriffsbildungen dieser älteren Germanenforschung sind daher inzwischen fragwürdig geworden.
In jüngerer Zeit löste sich der einheitliche Germanenbegriff teils in verschiedene Germanenbegriffe auf. Dafür gab es mehrere Ursachen: Zum einen war die Identifikation von archäologischen Fundtypen mit einheitlichen Volksgruppen nicht mehr aufrechtzuerhalten. Auch der durchaus berechtigte Sprachstammbaum begründet noch keine wesensmäßige Einheit „germanischer Völker“. Die den unterschiedlichen Fachrichtungen (historische Forschung, Linguistik, Archäologie) eigentümlichen Germanenbegriffe sind daher heute nicht mehr unbedingt deckungsgleich, auch wenn eine engere Zusammenarbeit beispielsweise zwischen Archäologie und Linguistik, besonders im Zeichen der Topo- und Hydronymie, durchaus als Desiderat angesehen wird. So sind die Skandinavier nur im Bereich der germanischen Philologie Germanen, nicht aber in der historischen Forschung zum Römischen Reich. Andererseits handelt es sich beim einzigen Volk, das sich nach antiker Überlieferung selbst als Germanen bezeichnete, nämlich den caesarischen Germani cisrhenani, vielleicht gerade nicht um Germanen, sondern um keltisch assimilierte Belger. Wenn auch die Vertreter der prähistorischen Jastorfkultur als Germanen benannt werden, dann wird der ethnographische Germanenbegriff auf Zeiträume übertragen, in denen es ihn – in antiker ebenso wie in moderner Ausprägung – noch nicht gab.

### Sprache
Die germanischen Sprachen zählen zur Westgruppe der indogermanischen Sprachen. Die germanische Sprache in ihrer Urform bildete sich durch die erste oder germanische Lautverschiebung (siehe Grimmsches Gesetz und Vernersches Gesetz) aus dem westlichen Indogermanisch heraus.
Ausgliederungsreihenfolge und „Verwandtschaftsverhältnisse“ (nicht nur) der westindogermanischen Sprachgruppen Balto-Slawisch, Germanisch, Keltisch und Italisch bleiben umstritten. Zu jeder engeren Zweierbeziehung gibt es Befürworter und Gegner. Keltische Entlehnungen in der Lexik des Germanischen beruhen auf dem kulturellen Kontakt der Eisenzeit um und vor 500 v. Chr. Insbesondere betreffen diese das Wortmaterial aus den Bereichen Herrschaft, Handel und Produktion von Waren. Mit der Ausbreitung des Römischen Reiches begann danach eine nachhaltige Wirkung der lateinischen Sprache auf die germanischen.
Die älteste umfassend schriftlich belegte germanische Einzelsprache ist das Gotische. Die teilweise zeitlich früher festsetzbaren sprachlichen Zeugnisse aus den sehr kurzen und teilweise schwer deutbaren Runeninschriften oder zeitlich zuvor aus Personennamen, Ortsnamen sowie anderen Begrifflichkeiten in antiken Quellen festgehalten, bestehen im Gegensatz zum Gotischen aus einzelnen nicht in Zusammenhang stehenden Nennungen.

### Schrift

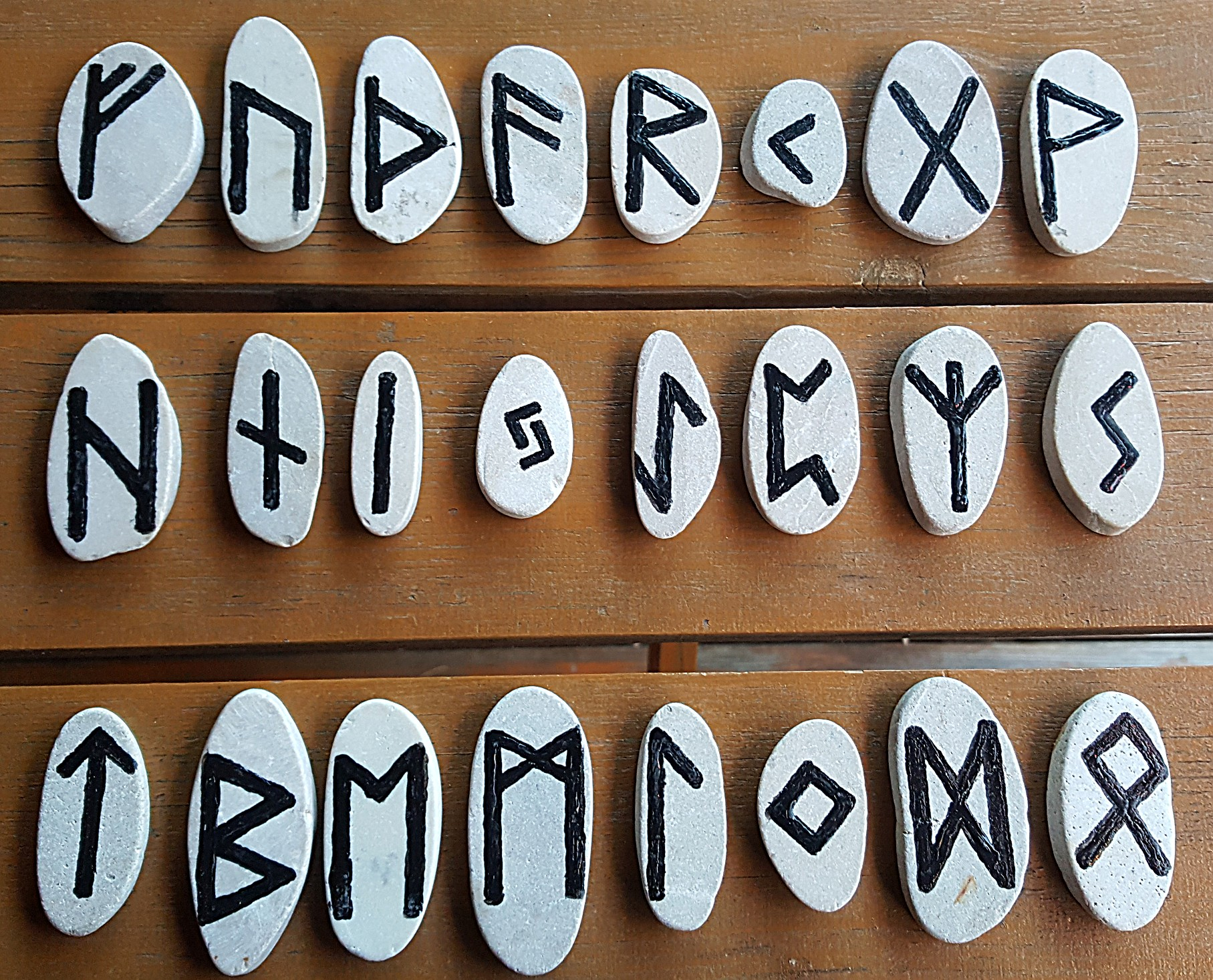
Das ältere Futhark, die ersten germanischen Schriftzeichen

Eigenschriftliche germanische Zeugnisse setzen um 200 n. Chr. mit den ältesten urnordischen Runeninschriften ein. Die Bedeutung überlieferter Inschriften umfasst Namensnennungen und Besitzangaben, Herstellerinschriften, magische Inschriften, kultische Handlungen sowie das Totengedenken. Die bekanntesten Schriftträger sind die monumentalen skandinavischen Runensteine. Die namentlichen Bezeichnungen der einzelnen Runen sind durch Runengedichte überliefert.
Die wesentliche frühzeitliche Übermittlung von beispielsweise historischen Informationen, seien es Dinge der Abstammung oder andere, erfolgte mündlich, und in diesem Bezug durch das Preislied. Aus diesem hat sich die spätere Tradition der Heldensage entwickelt, als sich ein an das Lateinische angelehntes Schriftsystem für die Ermöglichung einer nennenswerten Literatur herausformte (Altnordische Schrift). Bei den von Tacitus in Kapitel 10 der Germania beschriebenen „Zeichen“, im Zusammenhang der Losorakel, handelte es sich vermutlich eher um sonstig verwendete Symbole als um Runen im Sinne von Schriftzeichen. Gleichwohl sind einige von ihnen in die Runenalphabete integriert worden.
Die erste eigentliche Form einer entwickelten germanischen Schriftsprache sind die gotischen Schriften. Die Goten nutzten, ursprünglich wie andere Stämme und Völker, die gemeinsame Runenschrift und ritzten diese ebenso in Gegenstände aus Holz und anderen Materialien (Ring von Pietroassa). Der gotische Bischof Wulfila entwickelte für die christliche Mission der Goten ein Alphabet, das sich aus griechischen, lateinischen und runischen Schriftzeichen zusammensetzt. Er nahm zeitlich gesehen die Entwicklung des nordischen Schriftsystems vorweg, aus denselben bedingten Umständen. Die Runenschrift als Monumentalschrift ist unzulänglich für eine Schriftsprache, die literarisch umfassende Textinhalte nachhaltig und sinnschlüssig für eine lokale wie überregionale Gruppe von Rezipienten lesbar und begreifbar macht. Seine volkssprachige Übersetzung des Neuen Testamentes bildet, neben anderen gotischen Quellen, die Grundlage der vergleichenden Forschung zur germanischen Schriftlichkeit und Sprachlichkeit, durch den dargestellten umfangreichen gotischen Wortschatz. Die einzelnen Namen der gotischen Buchstaben sind durch die sogenannte Salzburg-Wiener Handschrift überliefert.

## Lebensweise der Germanen
|  | Dieser Artikel oder Abschnitt wurde wegen inhaltlicher Mängel auf der Qualitätssicherungsseite des Projekts Germanen eingetragen. Dies geschieht, um die Qualität der Artikel aus diesem Themengebiet auf ein akzeptables Niveau zu bringen. Bitte hilf mit, die Mängel dieses Artikels zu beseitigen, und beteilige dich an der Diskussion! |

Historische Beschreibungen über das soziale, wirtschaftliche und politische Leben der Germanen speisen sich meist aus den Texten Caesars und der Germania des Tacitus, die jedoch in die Zeit und in den Kontext der Absichten der Verfasser zu stellen sind. Aber einige Züge haben in der Wissenschaft eine allgemeine Anerkennung gefunden. Wesentliche Erkenntnisse bieten heute die Ergebnisse der Archäologie.

### Siedlung
Die Germanen wohnten in verhältnismäßig kleinen Siedlungen. Aus der Größe der Bestattungsplätze (Brandgräber) der Germanen schließen Archäologen, dass die Größe von Siedlungen bei etwa zweihundert Menschen lag. Daneben gab es die aufwendigen Prunkgräber von Lübsow mit Körperbestattungen. Die Siedlungen entwickelten sich selten planmäßig. Ein Erbe daraus sind bis heute die so genannten Haufendörfer in Deutschland und anderen Ländern des germanischen Kulturkreises. Häufig wurden die Dörfer von einer Art Zaun, selten durch eine richtige Palisade umgeben. Nur in den Grenzregionen zum Römischen Reich wurden mit Beginn der Feindseligkeiten und gegenseitigen Übergriffe die Dörfer mit Wällen oder Palisaden geschützt und bewacht.

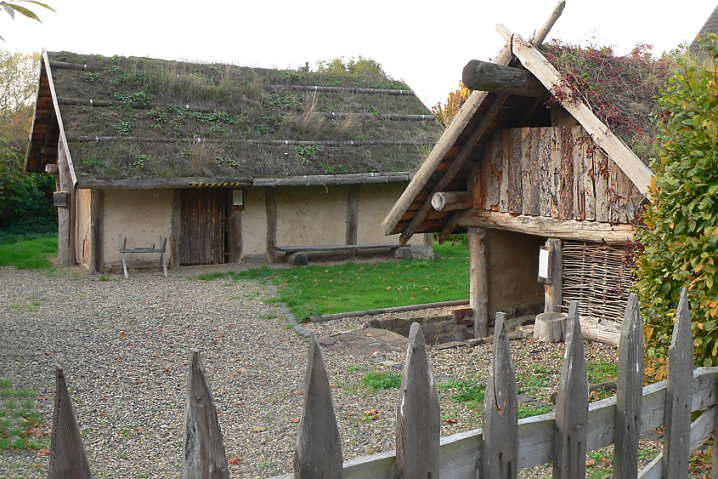
Rekonstruiertes germanisches Dorf in Fritzlar-Geismar, basierend auf Ausgrabungen an dieser Stelle

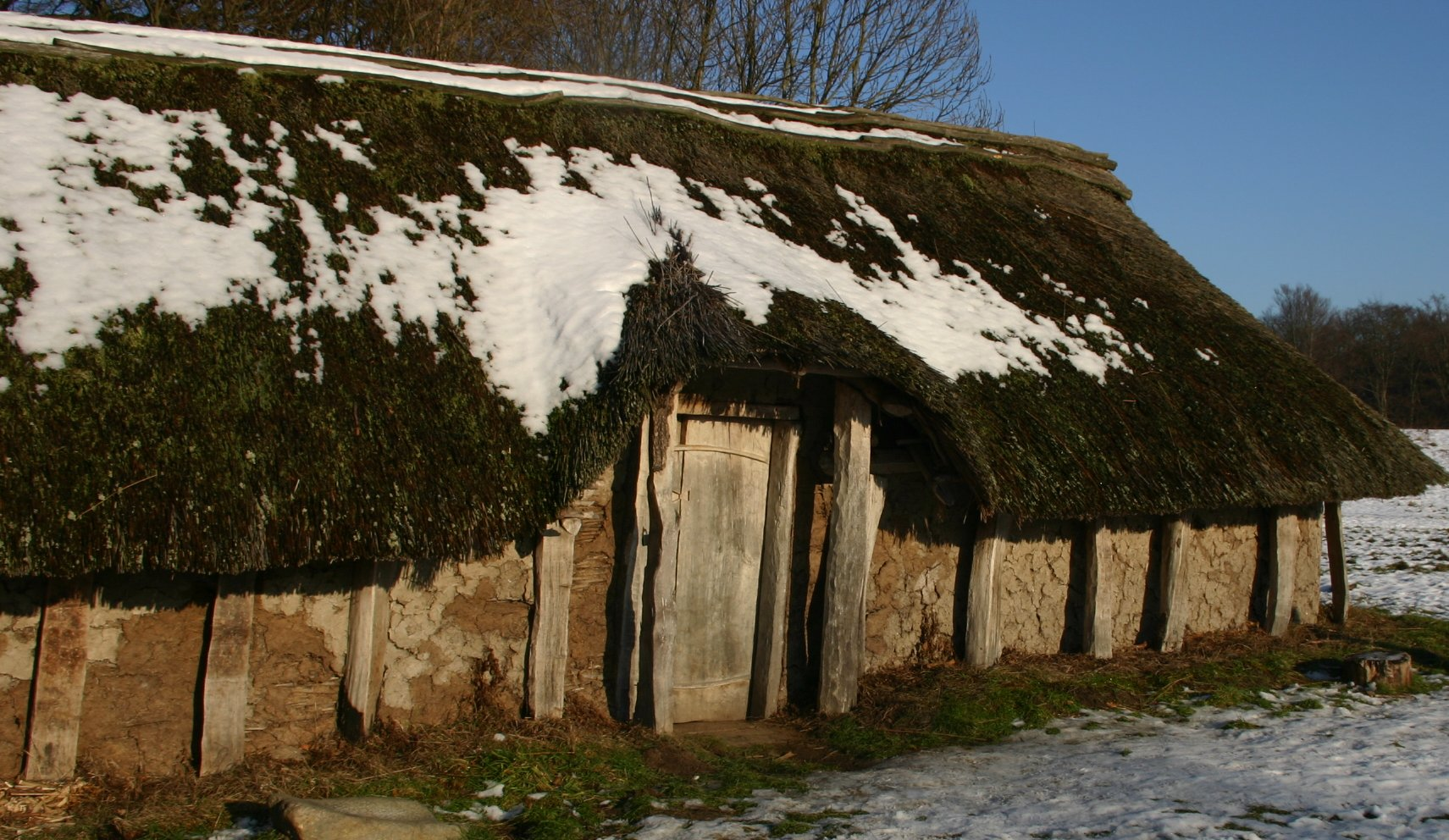
Jernalderhus, Rekonstruktion eines eisenzeitlichen Hauses um 400 im Moesgaard-Museum bei Aarhus, Dänemark

Aus Ausgrabungen ist bekannt, dass die Germanen in Holzhäusern in Skelettbauweise wohnten. Da im Gegensatz zu Steinhäusern das Holz mit der Zeit verrottet, geben lediglich die archäologisch nachweisbaren Pfostenlöcher eine grobe Indikation über den Aufbau der Häuser. Die verbreitetste Art war das zwei- oder dreischiffige Langhaus, sechs bis acht Meter breit und oft mehr als doppelt so lang. Unter seinem Dach beherbergte es sowohl die Familie als auch alle Halbfreien und Sklaven sowie die Tiere, die lediglich durch eine Wand getrennt waren. Dies hatte vor allem den Vorteil, dass die Tiere dazu beitrugen, das Haus in den kalten Wintermonaten mitzuheizen. Der Wohnraum besaß keine weiteren Trennwände, in seiner Mitte befand sich eine Feuerstelle. Der Rauch konnte über eine Öffnung im Dach abziehen. Fenster besaßen die germanischen Häuser wohl nicht.
Obwohl die wichtigste Bestattungsmethode zur Zeitenwende die Verbrennung mit anschließender Urnenbestattung war, sind auch zahlreiche Moorleichen bekannt, die mit sehr unterschiedlichen Todesumständen verknüpft sind. Ab etwa 300 nimmt der Anteil der Körpergräber stark zu, wenn auch die Verbrennung bei einigen Kulturen weiterhin üblich bleibt.

### Gesellschaft

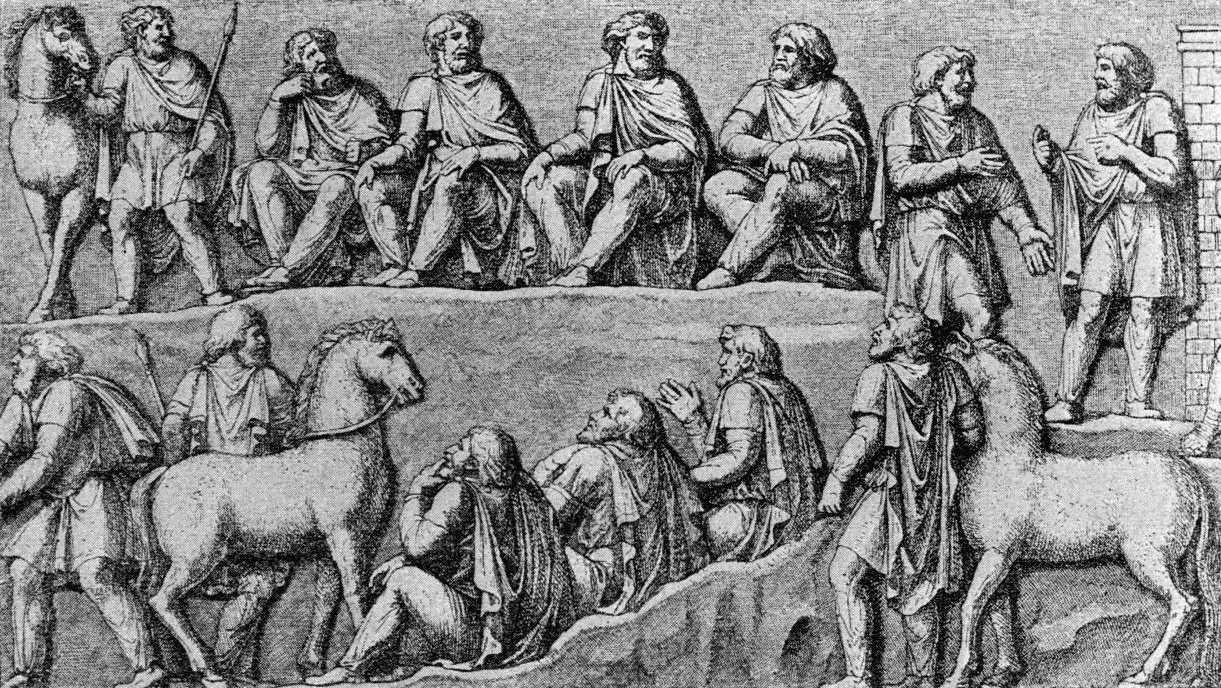
Germanische Ratsversammlung, Zeichnung eines Reliefabschnitts der Mark-Aurel-Säule zu Rom

Die Gesellschaft war in Freie, Halbfreie (Knechte) und Rechtlose (Kriegsgefangene, Sklaven) gegliedert. Zu bestimmten Zeitpunkten fanden Versammlungen der freien Männer (Volksthing) statt, bei denen wichtige Entscheidungen besprochen und getroffen wurden, so z. B. die Wahl eines Anführers. Nur diese und die Gaufürsten hatten beim Volksthing das Vorschlagsrecht. Die Gesellschaft war patriarchalisch organisiert und die Hausgemeinschaft hatte eine besondere Stellung in ihr. Die Macht der Anführer reichte nur bis zum Hausherrn, aber alle im Haus Lebenden unterstanden diesem, wobei die Aufsicht der Sippe einen Schutz vor Willkür bot. Nach Tacitus war die Einehe verbreitet. Damit bildeten die Germanen eine Ausnahme unter den barbarischen Stämmen der Antike.
Grabfunde weisen auf eine zunehmende soziale Differenzierung in den ersten Jahrhunderten n. Chr. hin. Herausgehobene Personen wurden zunehmend unverbrannt mit reichen Beigaben bestattet, während sonst die Urnenbestattung weiterhin üblich blieb. Die Gemeinschaften waren durch Gefolgschaften und Heerkönige geprägt und überdauerten politische Bündnisse. Die halbnomadische Lebensweise ließ ein stabiles Königtum nicht zu.
Im Laufe der Zeit bildete sich bei den germanischen Stämmen eine besondere Führungsschicht heraus, erkennbar auch an den sich verbreitenden Erdbestattungen mit Grabbeilagen. Die Kultgemeinschaften der früheren Kaiserzeit wurden durch Gefolgschaftsverbände abgelöst, die mehrere Stämme umfassen konnten. Heerkönige kamen aus führenden, angesehenen Familien, deren Herrschaft oft aber auf einzelne Personen beschränkt blieb. Es handelte sich um eine faktische Stellung infolge von Leistung (vor allem im Kampf) und selbsterrungener Macht. Es gab im Osten auch geteilte Königtümer, entweder bei mehreren Stämmen im Gesamtverband wie bei Kimbern und Alamannen, oder neben dem politischen ein Sakralkönigtum, so wohl bei den Lugiern. Ein monarchisches Königtum bildete sich erst im Frühmittelalter mit der Entstehung germanisch-romanischer Königreiche heraus. Die erste Erwähnung eines Königs Maelo für die Sugambrer bei Augustus gilt als unsicher. Der erste historisch bekannte Heerkönig germanischer Völker ist Ariovist. Seine Herrschaft war nicht auf einen einzelnen Stamm beschränkt. Zur Zeitenwende bildeten bereits die Sueben einen Großverband, der so auch von Tacitus beschrieben wurde. Über die mit der germanischen Großstammbildung verbundenen sozialen Konflikte ist wenig bekannt und der Gegensatz von Arminius und Marbod kann hier lediglich als ein Beispiel dienen:
Arminius und Marbod
Der Cherusker Arminius († 21 n. Chr.) und der Markomanne Marbod († 36 n. Chr.) waren beide adliger Abstammung und verfolgten in Bezug auf Rom die gleichen Ziele, vor allem die Unabhängigkeit ihrer Stämme. Beide hatten die römische Kultur intensiv kennengelernt. Marbod war einige Jahre in Rom und stand in der Gunst von Augustus. Nach seiner Rückkehr wurde er Stammesführer der Markomannen. Arminius und sein Bruder Flavus standen als Befehlshaber cheruskischer Einheiten in römischen Diensten und besaßen das römische Bürgerrecht. Arminius besaß den römischen Ritterstand; die Cherusker hatten sich freiwillig den Römern unterworfen. In der folgenden Zeit spaltete der Konflikt mit den Römern auch die cheruskische Führungsschicht. Arminius heiratete Thusnelda gegen den Willen ihres Vaters Segestes. Es kam zu gegenseitigen Belagerungen. Segestes paktierte mit Varus und Germanicus, Arminius’ Onkel namens „Inguimer“ mit Marbod.
Für beide Heerführer war die adlige Abstammung notwendige Voraussetzung für den Aufstieg zum Heerkönig, jedoch allein nicht ausreichend. In der gegebenen historischen Situation waren auch militärische Erfolge gegen die Römer erforderlich und beide besaßen die nötige Kenntnis römischer Militärorganisation. Arminius errang den militärischen Erfolg im Jahr 9 n. Chr. durch einen Sieg über die drei römischen Legionen des Varus und konnte sich auch gegenüber den Angriffen des Germanicus 14–16 n. Chr. behaupten. Auch Marbod verfügte über ein Heer von vermutlich 70000 Fußsoldaten und 4000 Reitern, gegen das Tiberius 6 n. Chr. zwölf Legionen aufbot. Lediglich ein pannonischer Aufstand verhinderte die direkte Konfrontation. Nach Verhandlungen wurde ein Frieden „unter gleichen Bedingungen“ geschlossen, der das militärische Prestige Marbods ungemein stärkte. Vor allem Arminius konnte nach Ende der römischen Bedrohung die monarchische Gewalt nur aufrechterhalten, wenn er gegen Marbod kämpfte. Im Jahre 17 n. Chr. kam es zur Schlacht, Marbod zog sich zurück, verlor sein militärisches Prestige, zwei Jahre später sein Königreich durch Katwalda und musste bei den alten Feinden um Asyl bitten. Dass es kein Konflikt zwischen Stämmen war, zeigt auch, dass Inguimer auf der Seite Marbods kämpfte. Arminius schließlich, dessen Macht zu groß wurde, brachten seine eigenen Verwandten um.

### Wirtschaft
Die Germanen waren hauptsächlich sesshafte Bauern oder transhumante Viehzüchter, gingen aber, im Gegensatz zu einer weit verbreiteten Vorstellung, nur selten zur Jagd. Sie waren vor allem Selbstversorger. Neben der Land- und Viehwirtschaft gab es auch Handwerker wie Schmiede, Töpfer und Tischler. Das Rad war bereits seit indoeuropäischer Zeit bekannt. Es gab in den germanischen Dialekten sogar zwei Wörter dafür (urgermanisch *raþą, daraus deutsch Rad, neben *hwehwlą, woraus englisch wheel), vielleicht um das ursprüngliche Scheibenrad von der Innovation des Speichenrads zu unterscheiden. Geld kannten die Germanen nicht, ihr Handel beschränkte sich auf reine Naturalienwirtschaft. Hauptwertgegenstand war wie bei den Römern das Vieh. Davon zeugt bis heute die Bedeutung des englischen Wortes fee ‚Gebühr‘, ursprünglich ‚Vieh‘.
Unter den Feldfrüchten kam der Gerste eine besondere Rolle zu. Verschiedene Weizenarten, Roggen, Hafer und Hirse kamen – regional unterschiedlich – hinzu. Vor allem im Nordseeküstengebiet wurde die Ackerbohne angebaut, daneben auch Erbsen, Flachs sowie Nutzhanf. Gartenbau wurde ebenso betrieben; Obstbau wahrscheinlich nicht. Auch Wildfrüchte wurden gesammelt, zum Beispiel Eicheln, verschiedene Beeren (Brombeeren, Himbeeren, Walderdbeeren), Schlehen und Wildkräuter wie Spörgel, der in den Mägen einiger germanischer Moorleichen nachgewiesen werden konnte. Bienenhonig wurde von wildlebenden oder eingefangenen Wildbienenvölkern gesammelt, Bienenzucht im heutigen Sinne gab es wohl nicht.
Gezüchtet wurden hauptsächlich Rinder, ebenso Schafe, Schweine, Ziegen und Geflügel sowie Pferde, Hunde und Katzen. Ebenfalls wussten die Germanen, wie Käse zubereitet wird. Die germanischen Sprachen kannten ein eigenes Wort für Weichkäse, das in den skandinavischen Sprachen im Wort ost (‚Käse‘) fortlebt. Für Hartkäse wurde später das lateinische Wort caseus (← dt. Käse) entlehnt.
Der einfache Pflug war lange bekannt, vereinzelt wurde auch ein Scharpflug genutzt. Ebenso waren Egge, Spaten, Hacke, Harke, Sichel und Sense in Gebrauch. Die Äcker ließen die Germanen regelmäßig brach liegen, und sie wussten um den Nutzen der Düngung. Getreide wurde hauptsächlich in Form von Brei gegessen, Brot konnte sich bis ins Mittelalter nur die Oberschicht leisten.

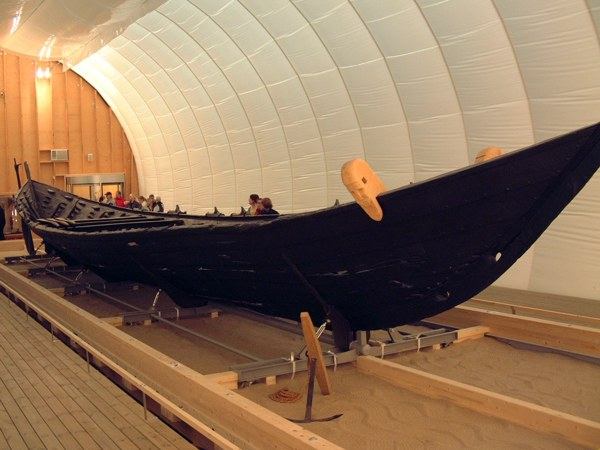
Nydamboot aus dem 4. Jahrhundert

Die ländlichen Siedlungen waren ebenso der Raum handwerklicher Tätigkeiten. Die Verarbeitung von Leder oblag den Männern, während Textilien von Frauen produziert wurden (Spinnen und Weben). Spezialisierte Handwerker – die immer auch noch Bauern waren – waren als Zimmerer, Tischler, Drechsler oder Schnitzer tätig. Ebenso wurden Eisen, Buntmetall, Bein sowie Ton verarbeitet. Überörtliche Manufakturen bzw. Handwerksbetriebe waren selten. Es gibt keine Hinweise auf ein ausgebautes Straßennetz, Warenverkehr auf Rädern oder mit Schiffen. Jedoch sind römische Luxusgüter überall auf germanischem Gebiet zu finden. Umgekehrt wurden vermutlich Bernstein, Pelze und von Römerinnen sehr geschätztes blondes Frauenhaar exportiert. Römisches Geld war in Besitz von vielen, diente jedoch nicht dem Geldverkehr. Eine eigene Münzprägung ist erst aus nachantiker Zeit bekannt.
Nach neuesten Erkenntnissen soll sich in der Nähe des heutigen Berlin bereits eine Art Hütten-„Industrie“ entwickelt haben. Der dort hergestellte Stahl soll von hoher Qualität gewesen und vor allem in das Römische Reich exportiert worden sein. Auch der Schiffbau war bereits hoch entwickelt, wie das Hjortspringboot und das Nydamboot zeigen.
Die allgemeine Produktivität war wesentlich geringer als bei den Römern. Es gab Hungersnöte, und viele Germanen litten an Unterernährung, was zu einer relativ geringen Lebenserwartung führte. Der Gesundheitszustand der Germanen war oft schlecht; Gelenkerkrankungen und Bandscheibenschäden waren verbreitet.

### Vorchristliche Religion und der Wechsel zum Christentum

#### Germanische Religion
Die Religion der Germanen ist insgesamt betrachtet, über die Zeit- und Kulturräume der einzelnen germanischen Völker und Stammesgruppen hinweg, eine dezentral auf lokale Kultzentren bezogene polytheistische Religion. Es scheint daher sinnvoll, eher von den mannigfaltigen, regional verschiedenen Kulten als von einem vereinheitlichenden Begriffsmuster auszugehen. Zudem kann man aus methodologischen Gründen nicht von einer Konstanz der religiösen Kulte ausgehen; vielmehr müssen (besonders im Verlauf der Völkerwanderung) immer auch die politischen und kulturellen Verhältnisse beachtet werden, denen die einzelnen Stammesgruppen ausgesetzt waren und denen die jeweiligen Zeugnisse zuzuordnen sind.
Grundlegende Merkmale der germanischen Religion lassen sich auf die durch Vergleiche mit anderen historischen Religionen (Indien, Griechenland, Rom, Kelten) erschlossene indogermanische Religion zurückführen. Eine nachträgliche Beeinflussung könnte sich durch den kulturellen und wirtschaftlichen Kontakt mit den Kelten, Balten, Slawen und (spät) auch den Römern ergeben haben. Die religionswissenschaftliche Klassifizierung in den nordgermanischen, südgermanischen und gesonderten angelsächsischen Kultus erschließt sich aus der allgemeinen Quellenlage der schriftlichen und archäologischen Zeugnisse und ist durch die historischen Entwicklungen und Ereignisse bedingt.
Quellen für die Rekonstruktion und Bestimmung der germanischen Religion sind im Wesentlichen drei Gruppen zuzuordnen:
1. Historische Berichte, Rechtstexte: Neben den Aufzeichnungen der antiken Historiker (Germania des Tacitus, Getica des Jordanes) diverse mittelalterliche Missionsberichte und kirchliche Verbots- und Bußschriften wie das Christenrecht in der Gulathingslov, die Indiculien, Rechtsfragmente, wie zum Beispiel die Lex Salica, und Zusätze wie zu der Lex Frisionum, das altsächsische Taufgelöbnis.
2. Archäologische Funde: Wie zum Beispiel Kult- und Opferplätze und die sogenannten „Fürstengräber“ samt Inventar aus Skandinavien und Westeuropa. Besonders die Funde aus Grabungen an ehemaligen Opfermooren und Seen können Aufschluss geben, wo schriftliche Quellen schweigen, oder, wenn je vorhanden, verloren sind. Herausragende Bedeutung haben: Thorsberger Moor, Opfermoor Niederdorla, Nydamer Moor, Moorfund von Vimose.
3. Philologisch erschlossene Quellen aus Sprache und geformter Sprache wie Dichtung und Inschriften (Runentexte): Die hochmittelalterlichen Literaturen Nordwestskandinaviens, Islands und Norwegens die schriftlichen Hauptquellen, vor allem die Sagas und die Sammlung der Lieder-Edda sowie der Prosa-Edda. Kurze Versfragmente und Texte wie die Merseburger Zaubersprüche, namenkundliche Quellen wie Ortsnamen. Inschriften auf archäologischen Funden wie auf der Bügelfibel von Nordendorf, die Brakteaten und Runensteine sowie gotländische Bildsteine.

Grundsätzlich prägend für die germanische Religionsgeschichte war der Übergang von der Jagdgesellschaft zur bäuerlichen Kulturform und später der Übertritt zur christlichen Religion. In der etwa zweitausendjährigen Periode zwischen diesen epochalen Zäsuren war die germanische Religion als solche mit ihren regionalen Unterschieden in ihren Grundzügen relativ stabil. Aus der vorhistorischen Zeit ist aus Funden in Opfermooren und bronze- und eisenzeitlichen Grabhügeln ein ausgeprägter Toten- und Ahnenkult durch die Deponierung von Urnen oder Keramiken mit Resten von organischen Inhalten bekannt. Andere Votivgaben sind Schmuckgegenstände und Güter des alltäglichen Gebrauchs. Zu diesen Funden kommen anthropomorphe Pfahlgötter, Figuren aus grob bearbeiteten Holzbalken, wie zum Beispiel das Götterpaar von Braak. Diese Figuren wurden durch die Herausarbeitung der primären Geschlechtsmerkmale deutlich erkennbar als männlich oder weiblich gestaltet. Ein Begriff für „Gott, Gottheit“ aus späteren Perioden, Ase, geht auf das gemeingermanische Wort *ansuz, ‚Pfahl, Balken‘ zurück. Die Zuordnung zu einer bestimmten namentlich aus späterer Zeit bekannten Gottheit beiderlei Geschlechts ist nicht möglich, außer einem gewissen Fruchtbarkeitskult durch die Geschlechtstypisierungen im Zusammenhang mit der Hierogamie.
Der Zusammenhalt der germanischen Stämme in historischer Zeit wurde vor allem durch einen gemeinsamen Götter- und Ahnenkult und gemeinsame Opferhandlungen begründet. Teilweise kamen auch verschiedene Stämme zu gemeinsamen Riten zusammen und bekräftigten so ihr Bündnis (Nerthuskult). Allgemein waren die religiösen Handlungen der germanischen Kulturen jedoch sehr vielfältig, so dass Götter wie in vergleichenden polytheistischen Systemen des Mittelmeerraumes sowohl unterschiedliche Bezeichnungen, als auch unterschiedliche Attribute aufweisen. Wie in anderen indogermanischen Religionssystemen wird auch in der religiösen Praxis der Germanen die Möglichkeit des Henotheismus erwogen. Unter den Göttern sind Odin (Wodan), Thor (Donar), Tyr (Ziu) und Freyja die bekanntesten, die sich auch in unseren heutigen Wochentagsnamen widerspiegeln. Der südgermanischen Gottheit Nerthus (sprachlich ein Neutrum, jedoch bei Tacitus als Terra Mater, ‚Mutter Erde‘ erläutert) entsprach vermutlich der skandinavische Gott Njörðr männlichen Geschlechts. Ein transzendentales Gottesverständnis war den Germanen wohl fremd und entwickelte sich erst spät in der Auseinandersetzung mit dem Christentum, nachweislich durch nordwestnordische Quellen.
Tempelbauten wie bei den Römern waren selten. Die Götter wurden meist auf Waldlichtungen, in heiligen Hainen und an heiligen Gewässern bzw. Mooren verehrt, teilweise mit Menschen-, in der Regel aber mit Tieropfern. Diese sakralen Orte wurden durch Einhegungen von der profanen Umwelt separiert, dementsprechend gilt bei natürlichen Örtlichkeiten wie Hainen, dass diese Waldungen kultiviert wurden und so eine sichtbare Trennung bewirkt wurde (Flechtwerkzäune aus Gehölzruten). Im angelsächsischen Siedlungsbereich und im römerzeitlichen Süddeutschland übernahmen einwandernde Germanen teilweise Kultstätten der verdrängten oder assimilierten keltischen Vor- und Restbevölkerung. Für die Völkerwanderungszeit und den kontinentalen Bereich sowie zur Wikingerzeit für Skandinavien lassen sich durch schriftliche Quellen und durch den Wortschatz Tempelbauten beziehungsweise Kultorte mit einer gewissen konstruktiven Substanz bestätigen oder rückschließen (vgl. den Tempel von Uppsala).

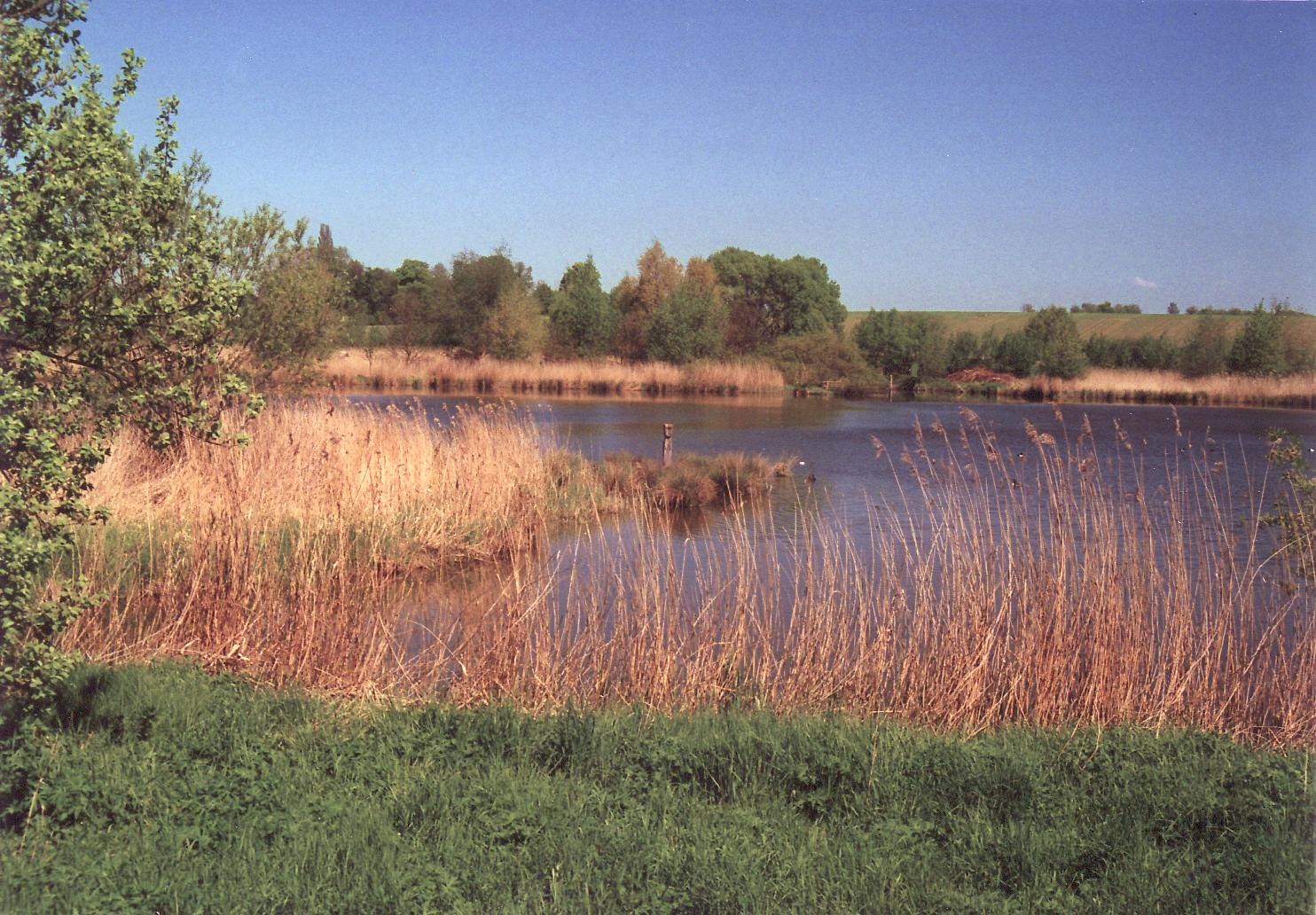
Das Opfermoor bei Niederdorla in Thüringen, mit rekonstruierter Holzstatue als stilisiertem Idol (Bildmitte)

Der besondere Begriff für die Opferhandlung lautet altnordisch blót (in Varianten auch in der altenglischen und althochdeutschen Sprache belegt) mit der Bedeutung von ‚stärken, anschwellen‘; eine sprachliche Verbindung zum Begriff Blut und im übertragenen Sinn eines blutigen Opfers besteht nicht. Die dargebrachten Opfer waren dabei vor allem Bitt- und Dankopfer. Geopfert wurde individuell im privaten Kult, aber auch gemeinschaftlich, dann auch zu festen jahreszeitlichen Anlässen wie im Frühjahr, im Mittsommer oder zum Herbst und Mittwinter. Beim Opfer, das konkret einer Gottheit bestimmt war, wurde zum einen das Idol symbolisch „gespeist“, zum anderen hatte durch den Verzehr des Opfermahls – bestehend aus den gegarten Opfertieren – die Opfergemeinschaft Anteil. Auch Waffen und andere militärische Ausrüstung, vermutlich von besiegten Feinden, wurden an diesen Orten dargebracht. Auffällig ist, dass geopferte Waffen zuvor unbrauchbar gemacht wurden. Teilweise sind diese Gegenstände von hohem materiellen wie ideellen Wert (Schwerter, aber auch Schmuck, Fibeln), wodurch der kultisch-rituelle Bezug ersichtlich ist (Brunnenopfer von Bad Pyrmont). Menschenopfer sind aus historischer Zeit teils in der ethnographischen Literatur belegt, wie beispielsweise die Opferung eines Sklaven beim Nerthuskult, die Tacitus beschreibt. Die archäologischen Fundauswertungen zeigen, dass Menschenopfer statistisch gesehen sehr selten praktiziert wurden. Auch für die in Norddeutschland und Dänemark gefundenen Moorleichen, die oft mit Menschenopfern in Verbindung gebracht werden, gilt: Lediglich ein kleiner Teil der etwa 500 Funde weist sicher auf einen kultischen Hintergrund hin (siehe Grauballe-Mann). Im Zusammenhang mit Menschenopfern ist eine bedingte kultische Anthropophagie nachgewiesen, die auf animistische Züge der germanischen Religion verweisen.
Ein weiterer Begriff für Opfer, beziehungsweise die Opferhandlung war altenglisch lāc (von urgermanisch *laikaz, vgl. nordisch leikr, gotisch laiks) mit der Bedeutung, Spiel, Tanz, Kampf‘, scheint nahezulegen, dass die Kulthandlungen durch rituelle Tänze oder Umzüge begleitet oder initiiert wurden. Ein organisierter oder besonders kenntlich gemachter Priesterstand ist für die frühe historische Zeit nicht bezeugt. Zu dieser Zeit wurden sakrale Handlungen durch die Familien- und Sippenhäupter durchgeführt. Im Laufe der römischen Kaiserzeit und in der Zeit der Völkerwanderung werden priesterliche Strukturen erkennbar, die aber immer noch stark privaten Charakter trugen. Diesbezüglich dienen vor allem angelsächsische und isländische Belege als Nachweise, wie zum Beispiel für den isländischen Goden. Entsprechend den weiblichen Gottheiten gab es weibliches Kultpersonal. Zu diesen zählten auch Seherinnen.
Zum kultisch-rituellen religiösen Spektrum gehört ebenfalls die Magie, der Zauber durch Losorakel, wie schon durch Tacitus beschrieben, mit der Nutzung von Runen als Medium, sowie der Runenzauber an sich, welcher sich in den Runengedichten und Runenalphabeten zeigt (Abecedarium Nordmannicum, Tiwaz), und runische Formeln als Inschriften auf Brakteaten wie auja „Glück“ und laukr „Lauch“ (als magisch wirkende Pflanze). Erhaltene Zaubersprüche wie die Merseburger Zaubersprüche oder altenglische Zaubersprüche wie der Canterbury Charm zeigen noch die alten Schichten oder Nachklänge der germanischen Religiosität an. Magie und Zaubersprüche konnten eine apotropäische, schadenabwehrende sowie eine heils- und heilbringende Funktion erfüllen, ebenso aber auch der Verfluchung dienen und Schaden und Unheil bringen. Weihesprüche, Ansprachen innerhalb der Zaubersprüche oder in Runeninschriften haben im Norden oft einen Bezug zu Thor; auf dem Kontinent wird im zweiten Merseburger Spruch und auf der Nordendorfer Runenspange zudem oder auch allein Wodan genannt.

#### Christianisierung

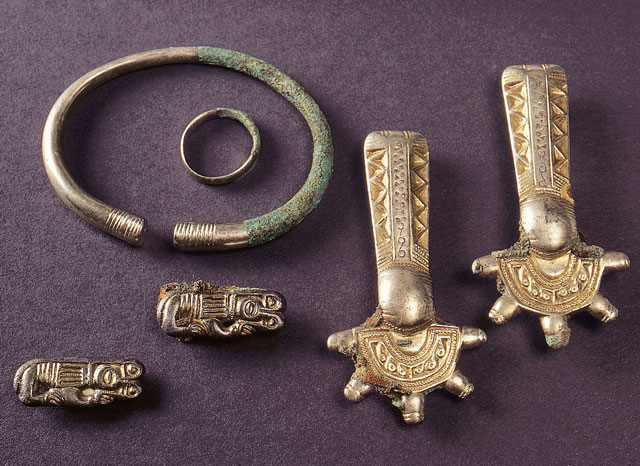
Germanischer Schmuck

Eine monographische Gesamtdarstellung der Christianisierungsgeschichte der Germanen fehlt bisher. Diese Geschichte muss in drei großen, in Raum und Zeit unterschiedlichen Verläufen gesehen werden:
1. die Verbreitung des gotischen arianischen Christentums im 4. bis 6. Jahrhundert,
2. die Christianisierung des fränkischen Reiches vom Ende des 5. bis zum frühen 9. Jahrhundert und die der Angelsachsen vom Ende des 6. bis zum 7. Jahrhundert,
3. die Christianisierung des Nordens Europas im 10. und 11. Jahrhundert.

Die Goten waren die ersten, die an der unteren Donau und auf der Krim mit dem Christentum in Form des Arianismus in Berührung kamen. Die abwertende Fremdbezeichnung arianisch – nach dem alexandrischen Presbyter Arius († 336) – bezeichnet eine um 350 entstandene Position, die in den Streitigkeiten um die Trinitätslehre vermitteln sollte und die in der römischen Staatskirche zeitweilig (im Ostteil des Reiches bis 378) offizielle Geltung besaß. So wurde sie einerseits von den reichsansässigen sogenannten Kleingoten Wulfilas, für den allerdings Jesus Christus im Widerspruch zu der Lehre des reinen Arianismus „Gott und Herr“ war, und auch von den Terwingen (Westgoten) aufgenommen. Kurz vor dem Hunneneinfall im Jahre 375 wurde bei den Terwingen noch mit römischer Unterstützung eine rudimentäre kirchliche Organisation aufgebaut. Wulfila wurde einer der ersten Bischöfe der Westgoten.

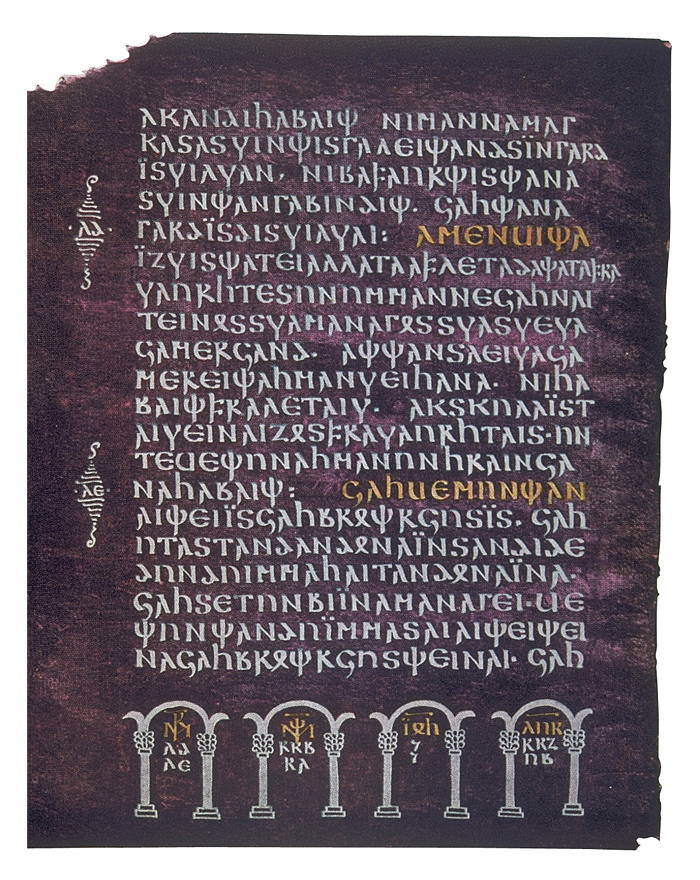
Seite aus dem Codex Argenteus, der Abschnitte aus der Wulfilabibel enthält und vermutlich um 500 in Italien entstanden ist

In einem ähnlichen Kontext ist auch die Wulfilabibel zu sehen. Im Gegensatz zur westlichen Kirche, die den Gottesdienst an die lateinische Sprache band, war die östliche Kirche bereit, die Volkssprache in der Liturgie zu verwenden. Die Übersetzung der Bibel ins Gotische ist nicht gleichzusetzen mit mittelalterlichen Übersetzungen biblischer Texte, die der Erbauung und Unterweisung dienten. Die gotische Bibel war ein liturgisches Buch, dessen Sprache eng mit der Vorlage verbunden blieb. Ein im Westen provokantes Merkmal des östlichen Ursprungs der gotischen arianischen Kirche war die erneute Taufe übertretender nichtarianischer Christen.
Die Verdrängung der heidnischen Religion wurde auch als Bedrohung der sozialen Ordnung gesehen und es kam 350 bzw. 370 zu Christenverfolgungen. Mit der Westwanderung christianisierter Germanen (Goten, Vandalen, Burgunden, Langobarden) und den Reichsgründungen verbreitete sich der Arianismus auch in der – im übrigen katholischen – westlichen Hälfte des römischen Reiches. Jedoch wurden längst nicht alle Germanen christianisiert, so dass mit dem Zusammenbruch des römischen Reiches auch die Verbreitung des Christentums einen Rückschlag erlitt.
Das Frankenreich wurde von dem kulturellen Überlagerungsbereich zwischen Rhein und Loire aus christianisiert. Bereits Chlodwig I. hatte sich taufen lassen, um sich den Einfluss auf die katholische Kirche zu sichern. Ab dem 7. Jahrhundert griff die Christianisierung auch auf die Randzonen und Nachbarländer des Fränkischen Reiches über und fand ihren Abschluss mit der Eroberung und Eingliederung der Friesen und Sachsen. Ab dem Ende des 7. Jahrhunderts waren auch angelsächsische Kräfte an der Mission beteiligt. Die Missionierung des angelsächsischen Englands ging mit unterschiedlichen Traditionen vom Kontinent und von Irland aus. Die Christianisierung des Nordens erfolgte durch deutsche und englische Kräfte und hatte entscheidenden Anteil an der Ausbildung der Königsmacht ab dem Ende der Wikingerzeit.
Die Missionierung setzte bei den politischen Führungsspitzen an. Für diese ergaben sich durch die Annahme des Christentums neue Möglichkeiten der religiösen Legitimierung, die sich voll ausgebildet zuerst im Westgotenreich in der zweiten Hälfte des 7. Jahrhunderts in Form der Königssalbung zeigen. Die neuartige Verbindung königlicher Kirchenherrschaft führte zur räumlichen Abgrenzung der kirchlichen Bezirke durch politische Herrschaft und trug zur spätrömischen Partikularisierung der westlichen Kirche bei. Diese Entwicklung wurde ab dem letzten Drittel des 7. Jahrhunderts u. a. durch das „Leitbild der romorientierten Partikularkirche“ umgekehrt.

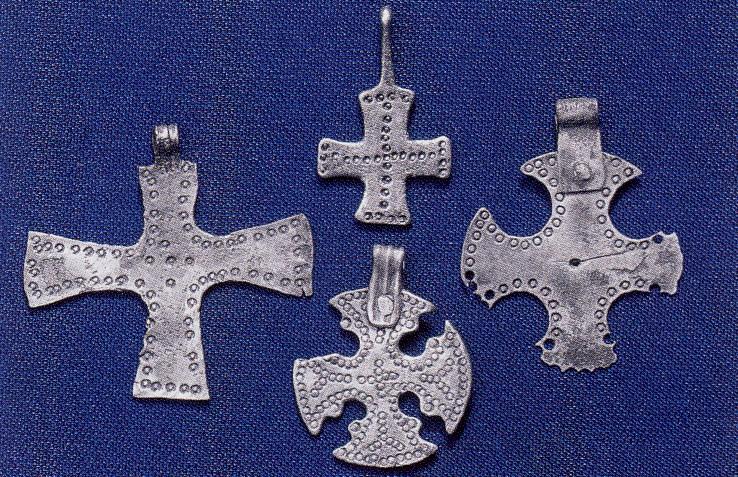
Kreuzanhänger, gefunden in einem Frauengrab in Birka

Die Religion der Germanen galt für die christliche Mission, wie auch vorher schon die hellenistisch-römischen Religionen, als dämonische Verblendung, die die Menschen hinderte, zu ihrer gottgegebenen Bestimmung zu finden. Die Missionierung verfolgte einerseits das Ziel der Integration des ganzen politischen Verbandes in die Kirchenorganisation und andererseits die Beseitigung der heidnischen Kulte. Massenhaft vollzogene Taufen ohne ausreichende Vorbereitung dienten der Aufnahme in die Kirche, und die christliche Religion ersetzte als neuer einzuhaltender Kult den alten. In der Karolingerzeit wurde die dem Taufgelöbnis vorangehende Absage an den Teufel um das Abschwören der heidnischen Götter und Kulte erweitert. In der Lex Saxonum Karls des Großen wurden bestimmte heidnische Bräuche (Hexenverbrennung, Leichenverbrennung, Menschenopfer u. a.) mit der Todesstrafe bedroht. Private heidnische Kultausübung wurde mit Geldstrafen belegt. Der Alleingeltungsanspruch wurde zuerst im öffentlichen Raum durchgesetzt und die politisch-sozialen Funktionen der heidnischen Kulte übernommen. Diese funktionale Kontinuität hatte auch Auswirkungen auf die Entwicklung des Christentums. In der Forschung wurde in diesem Zusammenhang der Begriff der Germanisierung des Christentums diskutiert.

## Die germanischen Stämme

### Bedeutung der Stämme
Wesentliches Element der politischen und gesellschaftlichen Ordnung auf germanischem Gebiet waren die Stämme. Ein Stamm verfügte als Siedlungsgemeinschaft über ein bestimmtes Siedlungsgebiet, auf dem auch Angehörige anderer ethnischer Gruppierungen leben konnten, wie beispielsweise in eroberten Gebieten. Der Stamm besaß eine einheitliche politische Führung und stellte eine Rechtsgemeinschaft dar. Ebenso gab es natürlich eine gemeinsame Sprache, religiöse Riten und ein Identitätsbewusstsein, dessen deutlichster Ausdruck ein Mythos der gemeinsamen Abstammung war. Tatsächlich waren jedoch auch Stämme keine einheitlichen und stabilen Gebilde, sondern immer von Durchmischung, Neubildung, Abwanderung, Untergang und dergleichen betroffen.
Erstmals detaillierte Beschreibungen der Germanen finden sich bei Tacitus. Er beschreibt eine recht einheitliche germanische Kultur auf einem Gebiet ungefähr vom Rhein im Westen bis zur Weichsel im Osten und von der Nordsee im Norden bis zu Donau und Moldau im Süden. Hinzu kommen die – von Tacitus nicht beschriebenen – germanischen Siedlungsgebiete in Skandinavien. Tacitus legt dar, dass sich die germanischen Stämme in drei Gruppen gliedern und dass es zahlreiche Stämme gibt, die nicht in diese Gliederung passen. Nach Tacitus unterscheiden sich die einzelnen Stämme nach ihren Kultorten. Die germanischen Stämme zur Zeitenwende waren also vermutlich vor allem Kultgemeinschaften. Dieser Unterteilung lassen sich auch archäologische Gruppierungen zuordnen.
Seit dem 2. Jahrhundert traten Großstämme als bedeutendste Akteure in der germanischen Welt auf. Sie wurden aggressive Gegner des römischen Imperiums und Träger der Völkerwanderungsreiche. Sie verflochten sich in unterschiedlicher Weise mit der mediterranen Hochkultur und beendeten die relative Einheit der Germanen zu Gunsten gesonderter Entwicklungen. Der Germanenname verschwand aus den antiken Quellen und wurde durch die Namen der Großstämme mit eigenen Traditionen ersetzt. Sie bestimmten das Geschehen der Völkerwanderungszeit und bildeten die Grundlage der europäischen Völker- und Nationalstaatengeschichte. Die diesen Vorgang analysierenden Untersuchungen von Wenskus stellen den heutigen Forschungsstand zu diesem Thema dar. Es handelte sich um einen aus Bündnissen entstehenden Konzentrationsprozess, der politische und militärische Durchschlagskraft zum Ziel hatte. Gleichzeitig setzte eine zunehmende Differenzierung der sozialen Schichtung ein. Herrschaftsbildung auf personaler Grundlage, Land-, Menschen- und Beutegewinn auf der einen Seite und Instabilität der Ergebnisse auf der anderen Seite war auf engen Austausch mit imperialen und kulturellen Gegebenheiten im römischen Machtbereich angewiesen. Tiefgreifende politische und soziale Veränderungen waren Voraussetzung für stabile politische Formen.
Dabei ist ein fundamentaler Unterschied zwischen den Großstämmen des Westens (Franken, Alamannen) und den gentes des Ostens (Goten, Vandalen, Heruler, Gepiden) festzustellen. Die Großstämme des Westens sind erst im 3. Jahrhundert bezeugt, während sich die gentes des Ostens zunächst der antiken Wahrnehmung entzogen. Deren Wanderungsverbände bildeten sich nicht an der Peripherie des Reiches, sondern weit im Hinterland. Die Grenznachbarn des römischen Reiches wurden dann auf diesen Zügen integriert.

### Stämme zur Zeitenwende

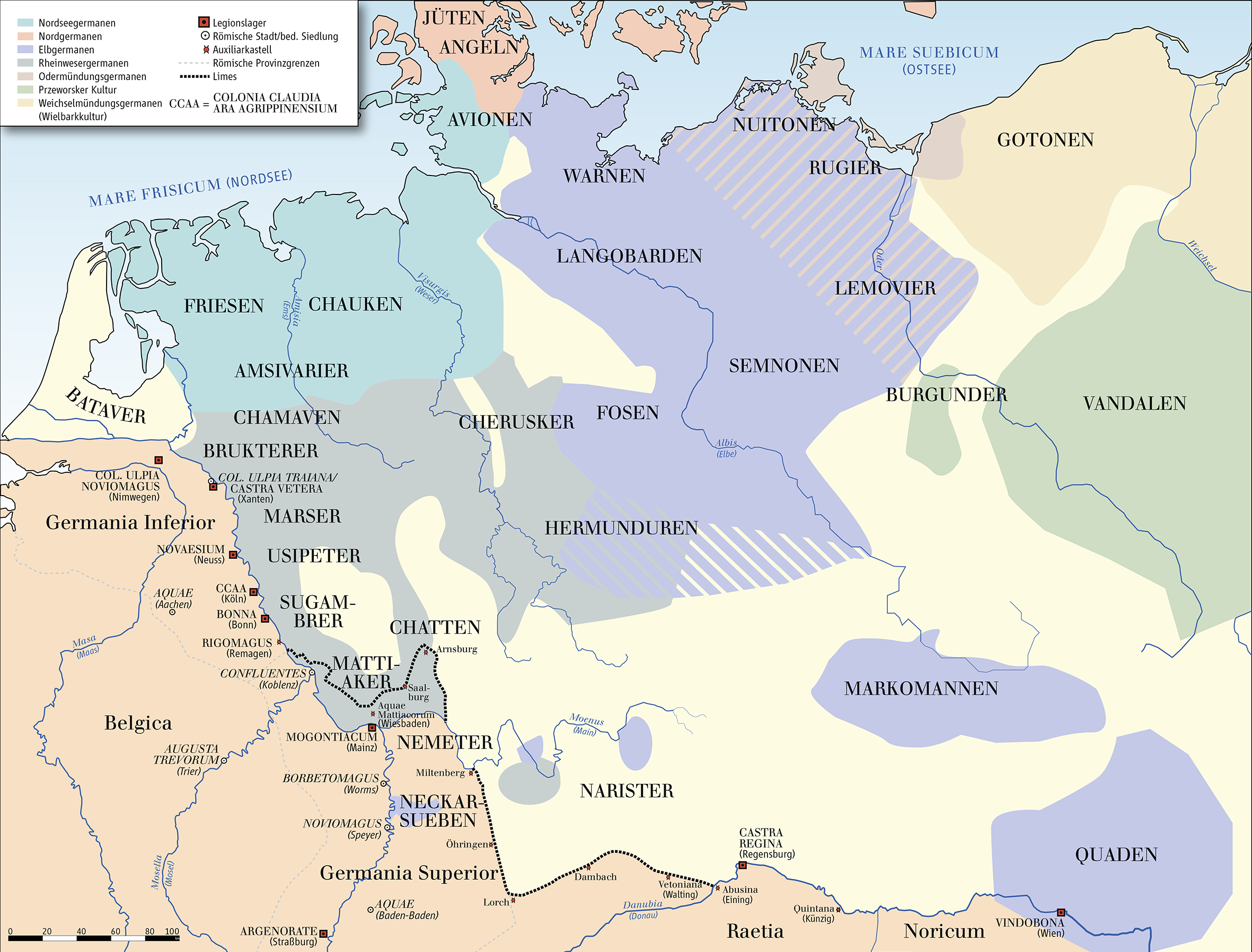
Karte der germanischen Stämme um 100 n. Chr. (ohne Skandinavien)

Die Siedlungsgebiete der Germanen im ersten Jahrhundert (siehe Karte) lassen sich unterteilen in:
1. Nordseegermanen (bei Tacitus Ingaevones): Angeln, Chauken (die später im Großstamm der Sachsen aufgehen), Friesen, Warnen.
2. Rhein-Weser-Germanen (vielleicht mit den taciteischen Istævones zu verknüpfen): Angrivarier, Bataver, Brukterer, Chamaver, Chatten, Chattuarier, Cherusker, Sugambrer, Tenkterer, Ubier, Usipeter. Laut der Nordwestblock-Hypothese wurden diese Völker erst später germanisiert. Aus den am Rhein ansässigen Stämmen geht im 3. Jahrhundert der Großstamm der Franken hervor. Hingegen schlossen sich die Stämme an der Weser, wie die Angrivarier und die Cherusker, den Sachsen an.
3. Elbgermanen (vielleicht mit den taciteischen Herminones zu verknüpfen): Aus der elbgermanischen Gruppe – bestehend aus Hermunduren, Langobarden, Markomannen, Quaden, Semnonen, Sueben und vielleicht den Bastarnen – ging im 3. Jahrhundert vor allem der Großstamm der Alamannen hervor. Daneben bildeten die Markomannen durch Vermischung mit anderen Stämmen und Volksgruppen den Großstamm der Bajuwaren, die Hermunduren den der Thüringer. Ein Teil der Sueben überquerte zusammen mit Alanen und Vandalen 406 den Rhein (Rheinübergang von 406) und wanderte mit diesen 409 nach Hispanien ein. Dort bildeten sie im Nordwesten das Reich der Sueben, das die Grundlage des späteren Staates Portugal bildete. Die Langobarden, nach denen die Lombardei benannt ist, nahmen ebenfalls andere germanische Gruppen in ihren Stamm auf, gründeten zuerst in Pannonien und 568 nach Eroberung in Italien ein Reich.
4. Nordgermanen: Die auf der Kimbrischen Halbinsel und in Skandinavien siedelnden Nordgermanen bzw. Ostseegermanen – Tacitus nennt einen Stamm der Suionen – werden aus sprachlichen Gründen zu einer Gruppe zusammengefasst. Aus ihnen gingen später die Dänen, Schweden, Norweger und Isländer hervor. Archäologisch werden die Nordgermanen in die ost- und die westnordische Gruppe aufgeteilt. Einen Übergangsbereich zu den Nordseegermanen bilden die Angeln und die Jüten.
5. Oder-Warthe-Germanen: Burgunden, Lugier, Vandalen werden in archäologischer Hinsicht der Przeworsk-Kultur (im südlichen Polen) zugeordnet.
6. Weichselgermanen: Die Bastarnen, Gepiden, Gotonen, Rugier, Skiren werden archäologisch der Wielbark-Kultur (Willenbergkultur) zugeordnet, deren Vorgänger die Oxhöft-Kultur war. Nachdem die Wielbark-Kultur in den Raum südlich der Ostsee expandierte, hat sie sich nach Südosten verlagert, wo sie in die Tschernjachow-Kultur des 2. bis 5. Jahrhunderts übergeht. Diese archäologischen Funde spiegeln möglicherweise die Wanderung der Goten wider.

### Spätantike und Völkerwanderung
Die germanischen Stammesverbände, deren Namen in der Spätantike bekannt wurden, existierten zur Zeit des Tacitus noch nicht oder allenfalls als vage Bezeichnungen. Franken, Goten, Burgunden u. a. m. bildeten sich als Großstämme erst in den Jahrhunderten nach der Zeitenwende heraus und sind seit dem 3. Jahrhundert in den römischen Quellen greifbar. Diese Entwicklung blieb den römischen und griechischen Ethnographen vermutlich längere Zeit verborgen, so dass sich in den historischen Aufzeichnungen kaum Beschreibungen finden. Die Vielfalt von über 40 Stämmen (lat. gentes) bei Tacitus reduzierte sich auf einige wenige, die in der Antike als „neue“ Völker zu den bisherigen dazugezählt wurden. Als kleinere Verbände oder als Volksgruppen, die sich den Großstämmen anschlossen oder Teilstämme bildeten, wurden noch in der Spätantike u. a. folgende Stammesnamen genannt: Warnen, Angeln, Jüten, Juthungen, Rugier, Heruler.
Zu den seit dem 3. Jahrhundert greifbaren Großverbänden zählen die Alamannen, Burgunden, Franken, Goten, Gepiden, Langobarden, Markomannen, Sachsen, Thüringer, Angelsachsen und Vandalen. Die Markomannen gingen ihrerseits seit dem 6. Jahrhundert in den Bajuwaren auf.

#### Alamannen
Die Alamannen werden das erste Mal unter den Stämmen erwähnt, die nach 260 das von den Römern aufgegebene rechtsrheinische Dekumatland (Agri decumates) besetzten. Zu diesem Zeitpunkt waren die Alamannen eine Mischung aus Stammesgruppen der Semnonen, Burgundionen, Rätovariern, Brisigaviern u. a. m. Entsprechend könnte der Name ursprünglich „alle Männer, Menschen“, „edle Männer, Menschen im eigentlichen Sinn“ oder gar „Nachkommen des Mannus“ bedeutet haben. Die Alamannen wurden von den Römern geduldet, da sie den Rhein als Grenze anerkannten. Erst ab der Mitte des 5. Jahrhunderts dehnten sie – jetzt Alemannen genannt – ihr Siedlungsgebiet auch auf linksrheinische Gebiete aus – bis in die Champagne. Damit kam es zum Konflikt mit den Franken und die nördlichen Territorien gingen nach der Schlacht von Zülpich (lat. Tolbiacum) 496 an diese verloren. Im 7. Jahrhundert expandierten die Alemannen in die Nordschweiz.

#### Burgunden
Die ostgermanischen Burgunden siedelten zur Zeitenwende nach Plinius im Gebiet zwischen Oder und Weichsel. Ab dem 2. Jahrhundert bewegten sie sich nach Westen und besiedelten die Lausitz und östliche Teile Brandenburgs. Ein Jahrhundert später erreichten Stammesgruppen das Maintal und zu Beginn des 5. Jahrhunderts kam es zur ersten Reichsgründung in der Region von Worms und Speyer. Die Burgunden kamen in intensiveren Kontakt mit dem Römischen Reich und traten auch zum Christentum über.

#### Franken
Die Franken bildeten sich aus einem lockeren Kampfverband der Chamaver, Salier, Chattuarier, Ampsivarier, Brukterer und anderer Stammesgruppen. Raubzüge in Gallien werden ab der Mitte des 3. Jahrhunderts erwähnt. Im Norden Galliens wurden fränkische Söldner in römischen Diensten angesiedelt. Die salischen Franken erhielten als foederati Siedlungsgebiet in Toxandrien. Diese Besiedlung expandierte und umfasste im 5. Jahrhundert die Region zwischen Lüttich und Tournai. Am Niederrhein gründeten ripuarische Franken ein Fürstentum mit Köln als Zentrum.

#### Goten
Die Goten entwickelten sich wahrscheinlich als Stammesverband im Gebiet der Weichselmündung. Dort sind sie jedenfalls zur Zeitenwende belegt. Aussagen über die weitere Herkunft der Goten bleiben problematisch: Die von Jordanes überlieferte Stammeslegende (Origo gentis), wonach die Goten aus Skandza (Skandinavien oder Gotland) stammen sollen, ist archäologisch nicht zu beweisen, zumal die Goten wohl polyethnisch zusammengesetzt waren. Nach 150 verschob sich ihr Siedlungsraum langsam in Richtung Schwarzes Meer.

#### Langobarden
Die Vorfahren der Langobarden siedelten zunächst im Bereich der Niederelbe. Später zogen erste Gruppen entlang der Elbe nach Böhmen und in angrenzende Gebiete. Zur Zeit der Markomannenkriege in der zweiten Hälfte des 2. Jahrhunderts gelangten Langobarden über die Donau bis nach Pannonien. Dort schlossen sich ihnen weitere elbgermanische Stammesgruppen an. Ebenso erhielten sie Zuzug von germanischen Populationen aus Thüringen. Bis zur Mitte des 5. Jahrhunderts bildeten diese Gruppen ein ethnisches Eigenprofil aus und werden 488 erstmals als Langobarden erwähnt.

#### Markomannen
Die Markomannen traten erstmals im Heer des Ariovist in Erscheinung. Ihr ursprüngliches Siedlungsgebiet lag am Main, jedoch wanderten sie unter dem Druck der Römer kurz vor der Zeitenwende unter dem Heerführer Marbod nach Böhmen. Dort bildeten sie das Zentrum eines Stämmebundes. In den Markomannenkriegen konnten die Römer die Nordgrenze ihres Reiches nur unter großen Anstrengungen stabilisieren. Auch in den folgenden Jahrhunderten stießen die Markomannen immer wieder nach Süden vor. Im 4. Jahrhundert erwähnte man sie das letzte Mal.

#### Sachsen
Die Sachsen bildeten sich vermutlich im 3. Jahrhundert, eventuell jedoch erst im 4. Jahrhundert aus älteren Stämmen der Nordseegermanen. Die früheste unbestrittene Nennung stammt von Kaiser Julian aus dem Jahre 356. Im 5. Jahrhundert teilten sich die Sachsen in die nach England abwandernden Angelsachsen und die auf dem Festland verbleibenden Altsachsen. Ein Jahrhundert später beherrschten die Altsachsen weite Gebiete an der Nordseeküste. Gleichzeitig verstärkte sich im Westen der Druck des Frankenreichs und im Osten jener der in den Elbraum expandierenden Slawen.
Der Konflikt mit dem Frankenreich führte unter Karl dem Großen zu den Sachsenkriegen (772–804). In dieser Zeit war Altsachsen in die drei Teilstämme oder Heerschaften Westfalen, Engern und Ostfalen gegliedert. Nach der Zwangschristianisierung wurde diese Einteilung durch Grafschaften ersetzt. Erst im 13. Jahrhundert wurde das inzwischen weiterentwickelte Stammesrecht Lex Saxonum im Sachsenspiegel niedergeschrieben. Dagegen existiert keine Kontinuität zwischen den heutigen Sachsen im gleichnamigen Freistaat und den historischen Altsachsen des frühen Mittelalters, da der Sachsenname erst durch verschiedene dynastische Verschiebungen auf diese im Mittelalter germanisierten Landschaften überging.

#### Thüringer
Nach dem Abzug der Hunnen etablierten die Thüringer ein Königreich, welches 531 von den Franken unterworfen wurde. Nordthüringen (ungefähr das heutige Sachsen-Anhalt links der Elbe) wurde danach teilweise von den Sachsen besiedelt, ebenso wurden Hessen, Schwaben und Friesen angesiedelt. Die vermutlich eher dünn besiedelte Gegend zwischen Saale und Elbe im heutigen Freistaat Sachsen hingegen konnte gegen die eindringenden Slawen nicht gehalten werden. Die slawische Landnahme in diesen Gebieten erfolgte im ausgehenden 6. Jahrhundert.

#### Vandalen
Die Vandalen hatten ihr ursprüngliches Siedlungsgebiet in der Region zwischen Oder und Warthe im Bereich der Przeworsker Kultur. Die Stammesgruppe war in die Teilverbände der Hasdingen und der Silingen – die der Region möglicherweise den Namen „Schlesien“ gaben – gegliedert. Im 2. Jahrhundert wanderten einige Stammesgruppen bis zum Karpatenbogen und in die Theißebene.

## Kriege und germanische Reichsbildungen

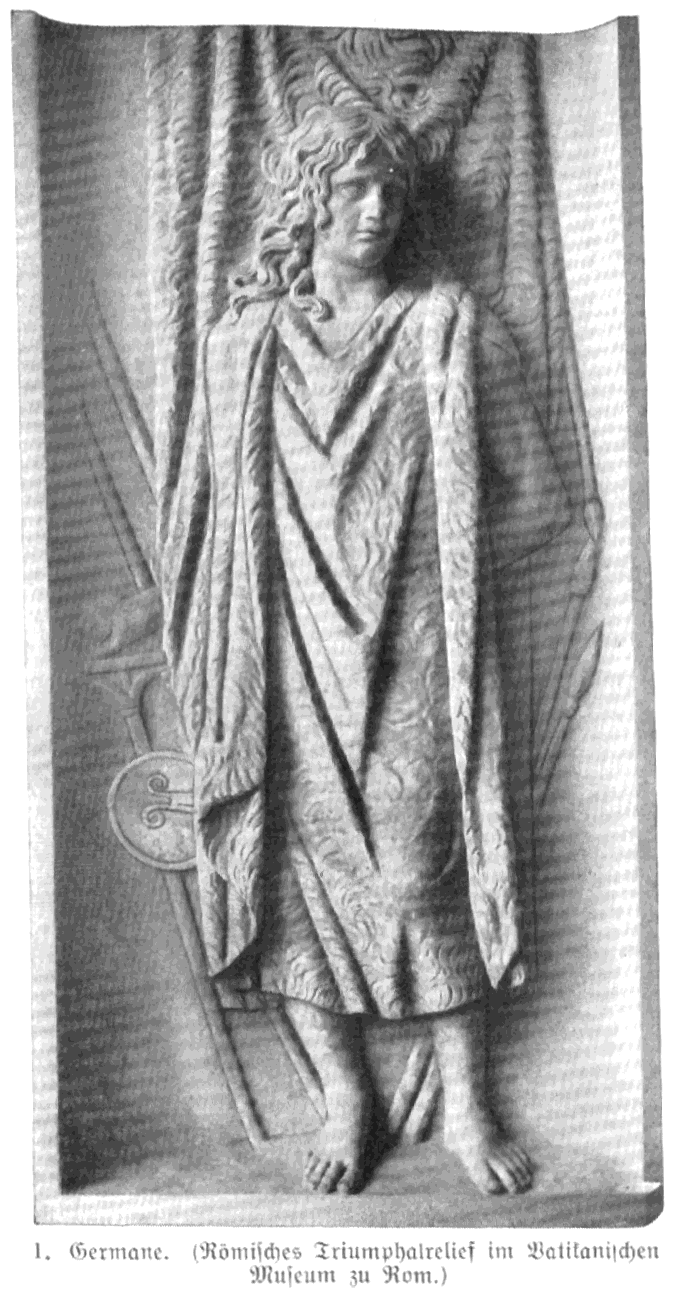
Germane. Römisches Triumphalrelief im Vatikanischen Museum zu Rom

Die den Germanen benachbarten keltischen Kulturen hatte der Kontakt mit den Römern an die Schwelle zur Hochkultur geführt, bevor sie erobert und romanisiert wurden. Die Romanisierung war z. T. so umfassend, dass z. B. die keltischen Sprachen auf dem Gebiet des heutigen Frankreichs verschwanden.
Die Germanen bildeten keine gemeinsame kulturelle Einheit zu dem Zeitpunkt, als sie die Kelten bzw. Gallier in der Rolle der nördlichen Nachbarn des römischen Reichs beerbten. Sie bewahrten ihre Eigenständigkeit, obwohl es auch zwischen Römern und Germanen einen intensiven Austausch gab.
Die Konfrontation mit den Römern verhalf den Germanen zu „germanischer“ Identität. In der Folgezeit gab es unterschiedliche Bestrebungen, an der römischen Kultur teilzuhaben. Oft ging es nur um den Erwerb materieller Güter, die friedlich durch Handel oder Geschenke oder kriegerisch durch Raub und Plünderung angeeignet wurden. Später kam die Teilhabe an der Macht und die Aneignung römischen Territoriums hinzu. Diese Bestrebungen waren von Stamm zu Stamm unterschiedlich, jedoch waren alle germanischen Kulturen bestrebt, ihre ursprüngliche barbarische Existenz hinter sich lassen und eine höhere Stufe der gesellschaftlichen und staatlichen Ordnung zu erreichen. Dies lief in der konkreten historischen Situation auf eine beständige Auseinandersetzung zwischen Römern und Germanen hinaus und sie endete im Westen mit einem Erfolg der Germanen, während der Osten des römischen Reiches diese Bedrohung abwenden konnte.

### Der Marsch der Kimbern, Teutonen und Ambronen

Wanderzüge der Kimbern und Teutonen

Um 120 v. Chr. brachen Kimbern, Teutonen und Ambronen in Richtung Süden auf. Die Ursache ist nicht eindeutig geklärt: Die historischen Quellen berichten von einer Sturmflut in Jütland, aufgrund der die Einwohner ihre Heimat verließen. Allerdings vermutet man heute, dass vielmehr Hungersnöte aufgrund klimatischer Veränderungen dafür verantwortlich waren.
Um 113 v. Chr. trafen die Germanenstämme auf die Römer. Bei der folgenden Schlacht (auch als „Schlacht bei Noreia“ bezeichnet) entgingen die Römer der völligen Vernichtung ihrer Truppen nur durch ein plötzlich einsetzendes Gewitter, welches die Germanen als ein warnendes Omen (Grollen) ihres Wettergottes Donar deuteten.
Um 109 v. Chr., 107 v. Chr. und 105 v. Chr. kam es noch weitere Male zu Kämpfen zwischen den Römern und den Germanen, bei denen die Römer jedes Mal eine Niederlage erlitten. Erst nachdem sich die germanischen Stämme in zwei Gruppen aufgeteilt hatten, gelang es den Römern 102 v. Chr., die Teutonen und Ambronen zu besiegen, 101 v. Chr. die Kimbern.
Ausführliche Beschreibung: Kimbern

### Ariovist und Caesar
Der Durchbruch der Kimbern und Teutonen durch das damals noch keltische Mittelgebirge führte zur Erschütterung der keltischen Macht in Mittel- und Süddeutschland, sodass später auch andere Germanen, insbesondere suebische Stämme, in Hessen und das Maingebiet eindringen konnten. Unter ihrem Führer Ariovist ließen sie sich ab 71 v. Chr. teilweise am Oberrhein nieder. Andere Gruppen drangen in Gallien ein, wurden jedoch durch Caesar 58 v. Chr. geschlagen und hinter den Rhein zurückgeworfen.
Im 1. Jahrhundert v. Chr. machte die römische Eroberung Galliens durch Caesar die Germanen zu direkten Nachbarn des Römischen Reiches. Dieser Kontakt führte in der darauffolgenden Zeit zu ständigen Konflikten: Immer wieder kam es zu Übergriffen der Germanen auf die Römer. Im Gegenzug führte Caesar in den Jahren 55 und 53 v. Chr. Strafexpeditionen gegen die Germanen durch, bei denen er in spektakulärer Weise eine Rheinbrücke in nur zehn Tagen errichten ließ. Diese Expeditionen hatten vor allem demonstrativen Charakter und führten zu keiner dauerhaften rechtsrheinischen Präsenz der Römer. Caesar erkannte den Rhein als Grenzlinie zwischen Germanen und Römern an.

### Drusus und Tiberius – Vorstoß bis zur Elbe
Auch in der Folgezeit kam die Rheingrenze nicht zur Ruhe. Der römische Kaiser Augustus beschloss deshalb die Verlagerung von Truppen an den Rhein, die bisher in Gallien stationiert waren.
Die Rheingrenze blieb dennoch unsicher, woraufhin Augustus seine Taktik änderte: Er beabsichtigte, das Römische Reich bis an die Elbe auszudehnen (siehe auch Augusteische Germanenkriege und Geschichte der Römer in Germanien). Zwischen 12 v. Chr. und 9 v. Chr. führte Drusus, Stiefsohn von Augustus, mehrere Feldzüge gegen die Germanen durch und unterwarf die Friesen, Chauken, Brukterer, Marser und Chatten. Trotz der Drusus-Feldzüge gerieten aber die wenigsten Germanenstämme wirklich in dauerhafte römische Abhängigkeit. Nachdem Drusus im Spätsommer 9 v. Chr. auf dem Rückmarsch von der Elbe bei einem Sturz von seinem Pferd gestorben war, führte sein Bruder Tiberius die Feldzüge im Jahr 8 v. Chr. erfolgreich zu Ende. Im Jahr 1 n. Chr. brach mit dem immensum bellum ein Aufstand aus, der erst in den Jahren 4 und 5 n. Chr. durch Tiberius beendet werden konnte. Die Römer begannen repräsentative römische Städte östlich des späteren Limes zu gründen, beispielsweise im heutigen Waldgirmes in Hessen. Der lateinische Name dieser Siedlung ist so wenig bekannt wie etwa die lateinischen Namen der Kastelle in Haltern, Anreppen oder Marktbreit am Main.
Ein letzter großer Feldzug im Jahre 6 sollte das Reich des Markomannenkönigs Marbod in Böhmen zerschlagen. Er war kein Gegner Roms, legte jedoch Wert auf seine Unabhängigkeit. Eine Zerschlagung seines Reiches wäre wahrscheinlich der Schlussstein der römischen Unterwerfung der Germanen gewesen. Von der Lippe über das Land der Chatten, und dem Raum Wien Richtung Nordwesten bewegten sich zwei große römische Marschsäulen. Doch die Operation musste wegen eines überraschenden, großen Aufstandes in Pannonien, dem heutigen Ungarn, abgebrochen werden.

### Die Varusschlacht
Nachdem der Widerstand der Germanen gebrochen schien, wurde Publius Quinctilius Varus damit beauftragt, in den Gebieten östlich des Rheins römisches Recht einzuführen und Steuern zu erheben. Als Statthalter war er gleichzeitig Oberbefehlshaber über die rheinischen Legionen. Varus, der sich zuvor in der römischen Provinz Syrien den Ruf eines brutalen und korrupten Verwaltungsfachmanns erworben hatte, brachte die Germanen bald gegen sich auf. Gegner der Besatzung ließ er mit aller Härte des römischen Rechts bestrafen. Die von ihm eingeführten Steuern wurden von den Germanen zudem als zutiefst ungerecht empfunden, da sie eine solche Abgabe nur für Unfreie kannten.
Unter diesen Umständen gelang es dem Cheruskerfürst Arminius, der die römischen Bürgerrechte und Ritterwürden besaß, mehrere germanische Stämme zu einen. Arminius nutzte das Vertrauen, das ihm Varus entgegenbrachte, aus und lockte diesen in einen Hinterhalt. In der darauffolgenden Schlacht („Varusschlacht“ oder „Schlacht im Teutoburger Wald“ genannt) verloren die Römer drei Legionen (etwa 18.000 Legionäre, plus etwa 2.000 bis 3.000 zusätzliche Truppen). Laut den Überlieferungen des Sueton soll Augustus daraufhin ausgerufen haben: „Quinctili Vare, legiones redde!“ („Quintilius Varus, gib mir die Legionen zurück!“). Der römische Eroberungsversuch scheiterte damit im Jahre 9. Germanien blieb danach bis zur Völkerwanderung von der römischen Kultur wenig beeinflusst.

### Die römisch-germanischen Beziehungen nach der Varusschlacht
Unter Germanicus unternahmen die Römer zwischen 14 und 16 n. Chr. weitere Vorstöße über die Rheingrenze hinweg (Germanicus-Feldzüge). Ob es sich dabei um Strafexpeditionen oder die Fortsetzung der römischen Expansionspläne handelte, ist umstritten.
In den Folgejahren kam es immer wieder zu kriegerischen Auseinandersetzungen zwischen Germanen und Römern: Im Jahr 29 schlugen die Römer einen Aufstand der bis dahin römerfreundlichen Friesen nieder. Im Jahr 69 mussten sogar Truppen aus Spanien und Britannien für Verstärkung herangezogen werden, um die Revolte der Bataver (Bataveraufstand) unter Führung des Iulius Civilis niederzuschlagen.
83 entschloss sich Kaiser Domitian, die römische Grenze zwischen Rhein und Donau weiter gegen Norden zu verschieben. Nach Beendigung der Chattenkriege begannen die Römer mit dem Bau des Neckar-Odenwald-Limes, der im Süden durch die so genannte Sibyllenspur, den Lautertal-Limes, mit dem Alblimes verbunden war, um die Grenzen zwischen Germanien (dem „Barbaricum“) und dem römischen Reich zu sichern. Im selben Zeitraum entstanden die Provinzen Germania superior (Obergermanien) und Germania inferior (Untergermanien).
Neueste Forschungen ab etwa 1995 deuten darauf hin, dass der Neckar-Odenwald-Limes nicht schon um 83/85 unter Domitian, sondern erst um 98 unter Kaiser Trajan angelegt wurde. Vor allem fehlt bis heute auch nach über hundertjähriger Forschung ein zuverlässig datierter römischer Fund von der Neckar-Odenwald-Linie vor dem Jahre 98, sei es eine Inschrift, ein Militärdiplom oder ein dendrochronologisch datierbarer Holzfund. Außerdem passt der Neckar-Odenwald-Limes militärtechnisch zu anderen Anlagen aus der Zeit Kaiser Trajans, während für die Zeit Domitians ähnliche Parallelen fehlen.
Um 122 wurde die römisch-germanische Grenze unter Kaiser Hadrian zwischen dem mittleren Neckar und der Donau bei Eining um etwa 20 bis 40 Kilometer nach Norden verschoben. Eine der letzten römischen Expansionen in Germanien, die Verschiebung des Neckar-Odenwald-Limes um rund 25 Kilometer nach Osten unter Kaiser Antoninus Pius, ist inzwischen recht sicher auf das Jahr 159 datierbar.

### Die Markomannenkriege

Germanische Gesandtschaft an Kaiser Mark Aurel, Relief der Mark-Aurel-Säule zu Rom

Im 2. und 3. Jahrhundert n. Chr. fanden zwei entscheidende Veränderungen rechts des Rheins statt: Zum einen schlossen sich die germanischen Stämme zu Großstämmen zusammen, zum anderen nahm der Druck verschiedener Stämme auf die römischen Grenzen immer mehr zu.
Im Jahre 167 fielen die Markomannen, Quaden, Langobarden, Vandalen, Jazygen und weitere Stämme in die römische Provinz Pannonien ein und lösten damit die Markomannenkriege (167 bis 180) aus. In insgesamt vier Feldzügen schlug der römische Kaiser Mark Aurel unter Aufbietung aller Kräfte des Imperiums die Germanen. In der sehr unzuverlässigen Historia Augusta wird erwähnt, dass die Römer planten, zwei neue Provinzen einzurichten; ob dies den Tatsachen entspricht, ist ungewiss. Damit wäre jedenfalls das Vorfeld der Apenninhalbinsel auch in nordöstlicher Richtung nach gallischem Vorbild gesichert worden.
Viele Historiker sehen die Markomannenkriege als die Vorboten der großen Völkerwanderung. Ausgelöst wurde der zunehmende Bevölkerungsdruck auf die römischen Grenzen wohl durch die Wanderungen der Goten zum Schwarzen Meer und der Vandalen in Richtung Donau. Die Ursachen für diese aufkommende Wanderbewegung germanischer Stämme konnten bisher nicht geklärt werden, denkbar wären zum Beispiel Hungersnöte.

### Zwischen Markomannenkriegen und Völkerwanderung
Mit den Markomannenkriegen 166–180 unter Mark Aurel führten die Konflikte zwischen Germanen und Römern zu Veränderungen im Kräfteverhältnis. Als Mark Aurel 180 starb, waren die Germanen zwar geschlagen, aber nicht endgültig besiegt; der Erfolg war nur vorübergehender Natur. Mark Aurels Sohn Commodus kehrte zur Defensivpolitik des Augustus zurück und schloss Friedensverträge mit den Germanen. Auch die Kräfte des Römischen Reiches waren erschöpft und die verwüsteten Provinzen mussten restauriert werden.
Der Verzicht auf eine expansive Politik gegen Germanien unter Augustus, die sich auf die Grenzsicherung des Römischen Reiches konzentrierte, war den neuen Anforderungen nicht mehr gewachsen. Die Bündnisse mit einzelnen Stämmen waren nicht von Bestand, da ein stabiles Königtum als zuverlässiger Ansprechpartner noch nicht existierte. Auch der Limes reichte als Kontrollinstrument nicht aus, um die sich oft jährlich wiederholenden Einfälle gewaltiger Völkermassen zu stoppen. Zudem geriet das Imperium in eine schwere Krise, die von der modernen Forschung als Reichskrise des 3. Jahrhunderts bezeichnet wird: Die meisten dieser Soldatenkaiser hielten sich nur für kurze Zeit auf dem Thron, während der Druck durch die germanischen Großverbände an Rhein und Donau auf der einen, am Euphrat durch das Sassanidenreich auf der anderen Seite stetig zunahm. Die nötige Trennung des Heeres in einen Teil zur Grenzsicherung und eine weitere mobile Eingreiftruppe erfolgte erst um 260 unter Kaiser Gallienus. Hauptmotiv der Germaneneinfälle war Ansiedlung im Römischen Reich, doch das Imperium wollte diesen Wunsch nicht erfüllen. Es kam zum Wechselspiel von Einfällen, Plünderungen, Landnahme und später Usurpationen.
Im Dezember 2008 wurde bekannt, dass bei der Gemeinde Kalefeld in Süd-Niedersachsen ein römisches Schlachtfeld aus dem 3. Jahrhundert entdeckt wurde. 1800 überwiegend militärische Fundstücke wurden registriert. Die römischen Münzfunde belegen, dass die Schlacht um 235 stattgefunden hat. Die archäologischen Funde stützen die der Fachwissenschaft schon lange Zeit bekannten Berichte, wonach es im 3. Jahrhundert zu römischen Militäroperationen im vorgelagerten Grenzgebiet kam.

### Wanderungen und Reichsgründungen

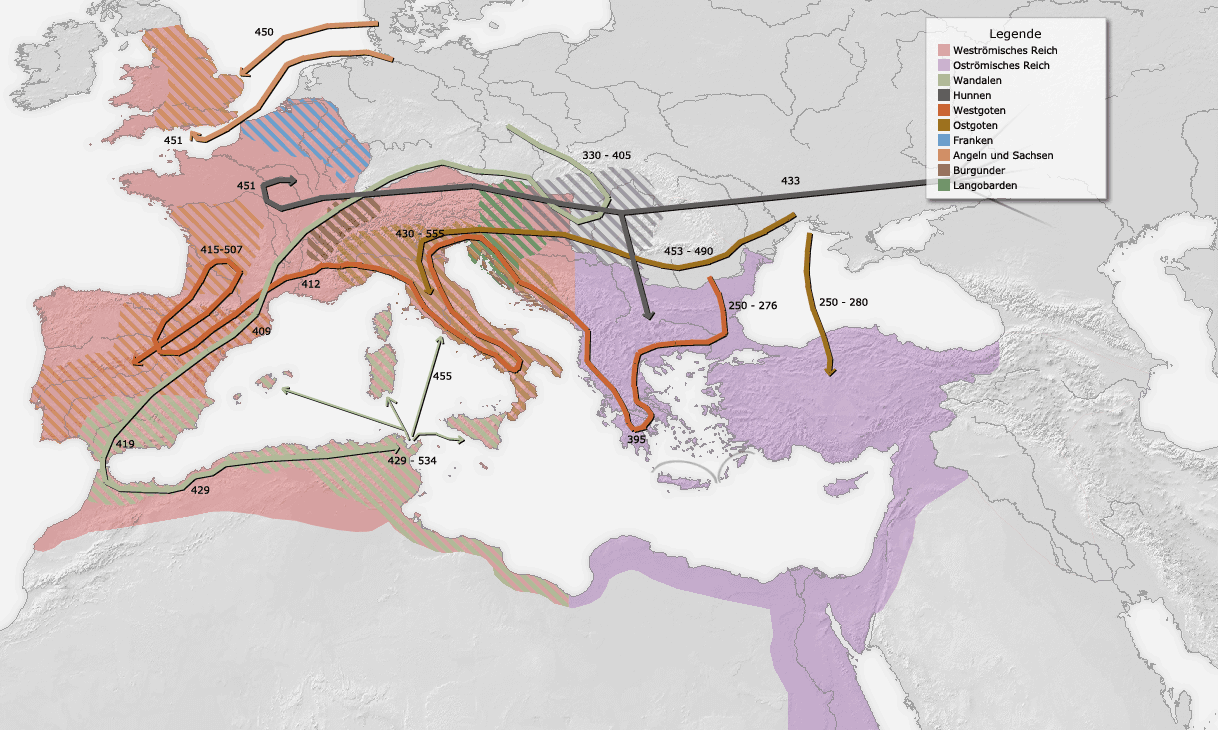
Karte Europas mit Siedlungsräumen und Migrationen germanischer Verbände

Die zur Zeit der sogenannten „Völkerwanderung“ weit wandernden germanischen Kriegergruppen gehörten vor allem zu den Ostgermanen – zum Beispiel die Burgunden, Gepiden, Goten, Langobarden und Vandalen. Zumeist gelangten sie als Foederaten in das Römische Reich, und als Westrom im 5. Jahrhundert zusammenbrach, füllten sie das Machtvakuum und bildeten eigene regna. Ihre Reichsgründungen hatten jedoch zumeist keinen dauerhaften Bestand, und zudem bildeten die Krieger nur eine verschwindende Minderheit gegenüber der romanisierten Bevölkerung; die ostgermanischen Sprachen sind daher heute ausgestorben. Die westlich der Elbe lebenden Stämme – zum Beispiel die Franken, Sachsen und Angeln – waren vergleichsweise sesshaft. Ebenso die Nordgermanen, die erst im Mittelalter zur Zeit der Wikinger unter anderen Bedingungen ausgedehnte Wanderungstätigkeiten entwickelten. Ihre Sprachen (westgermanische Sprachen und nordgermanische Sprachen) haben sich bis heute erhalten und weiterentwickelt.
In der Zeit der sogenannten Völkerwanderung gründeten germanische Krieger Reiche in Nordafrika, im heutigen Frankreich, in Italien, auf der Iberischen Halbinsel und Britannien. Die Germanen kannten meist kein Verwaltungsstaatswesen im römischen oder heutigen Sinne. Die Reiche der germanischen Krieger waren ähnlich dem Personenverbandsstaat organisiert, vor allem wurden aber römische Verwaltungsmuster übernommen, weshalb man heute eher von „poströmischen“ als von „germanischen“ Reichen spricht. Die Angehörigen eines Kriegerverbandes schworen ihrem rex Treue und waren damit an sein Reich gebunden. Der „Staat“ (wobei nicht der moderne Terminus von Staatlichkeit zugrunde gelegt werden darf) wurde nicht über eine räumliche Ausdehnung definiert, sondern über seine Menschen und deren Stellung zum Herrscher. Deshalb waren die Reiche stark mit dem jeweiligen Herrscher bzw. warlord verbunden, und sein Tod bedeutete oft auch den Untergang des Reiches.
Allerdings traten auch zahlreiche Germanen (einzeln oder in Gruppen) in römische Dienste und kämpften anschließend auch gegen ihre alten Stammesgenossen. Viele dieser Germanen stiegen im römischen Militär auf, wobei die germanischstämmigen Heermeister teils eine unrühmliche Rolle spielten, vor allem im Weströmischen Reich. Viele wiederum standen aber durchaus loyal zum Kaiser (wie etwa Stilicho, Bauto oder Fravitta). Während im Oströmischen Reich der Kaiser die Kontrolle über das Militär behalten konnte, konnte im Westen nur noch mit den „Barbaren“ regiert werden.

#### Burgundenreich
Nach dem Rückzug der Römer überschritten ab 406 die Burgunden zusammen mit den Vandalen den Rhein und ließen sich als römische Bundesgenossen in Mogontiacum (Mainz), Vicani Altiaienses (Alzey) und Borbetomagus (Worms) nieder. Das Gebiet wurde ihnen vertraglich zugesichert. Nach einem Einfall in die römische Provinz Belgica 435 zerstörte im darauffolgenden Jahr der weströmische Heermeister Aëtius mit Hilfe hunnischer Hilfstruppen das Burgundenreich – bis ins Spätmittelalter blieb die Erinnerung an dieses Ereignis in der Nibelungensage erhalten. Die verbliebenen Burgunden wurden durch Rom ins Gebiet des Rhone-Tals umgesiedelt und gründeten dort später ein neues Reich, das 532 im Fränkischen Reich aufging und dort neben Austrien und Neustrien einen eigenen Reichsteil bildete.

#### England
Nach dem Zusammenbruch der Rheingrenze 406/407 wurden die Legionen aus Britannien abgezogen und die römische Präsenz auf der Insel erlosch vollständig. Die romano-britische Bevölkerung warb zum Schutz angelsächsische Söldner an. Gruppierungen der Angeln, Sachsen und Jüten siedelten sich im östlichen Teil der Insel an und vertrieben teilweise die keltische Bevölkerung, die im Laufe der Zeit immer weiter nach Westen abgedrängt wurde. Bis zum Ende des 7. Jahrhunderts hatten die Angelsachsen den größten Teil der Insel unterworfen und konnten ihre Herrschaft auch gegen die späteren Wikingereinfälle behaupten, bis England 1066 durch die Normannen erobert wurde.

#### Frankenreich
Bereits seit Beginn des 4. Jahrhunderts waren am nordöstlichen Ende Galliens Franken (später auch Salfranken) als Föderaten angesiedelt worden. Ende des 4. Jahrhunderts kam es wiederholt zu Kampfhandlungen zwischen Franken und Römern (siehe Marcomer). Nach dem Tode des weströmischen Heermeisters Aëtius, der 436 das Burgundenreich zerstörte und 451 in der Schlacht auf den Katalaunischen Feldern die Hunnen stoppte, wurde das Gebiet durch Westrom praktisch nicht mehr kontrolliert. Nach dem Zusammenbruch 476 existierte im Norden Galliens im Gebiet um Soissons ein römisches Restreich unter dem Statthalter Syagrius, dem Sohn des Heermeisters Aegidius. 486/487 besiegten die Salfranken unter dem Merowinger Chlodwig I. Syagrius in der Schlacht von Soissons. Dadurch verschob sich die Grenze des durch die Franken kontrollierten Gebiets bis an die Loire. Chlodwig, der zuerst nur einer von mehreren fränkischen Kleinkönigen war, beseitigte die anderen Teilkönigreiche. Er sah sich selbst in der Kontinuität römischer Herrschaft, übernahm die römischen Verwaltungsinstitutionen, trat zum katholischen Glauben über und sicherte sich seinen Einfluss auf die Kirche. Militärische Siege 496 und 506 gegen die Alamannen sowie 507 gegen die Westgoten in der Schlacht von Vouillé trugen zur weiteren Expansion fränkischer Herrschaft bei. Die Politik des Frankenreichs blieb auch weiterhin feindlich gegen die letzten unabhängigen germanischen Gentes. Aus der Verschenkung eroberten Grundbesitzes durch den König entwickelte sich das Lehnswesen. Im frühen 6. Jahrhundert (nach 507) entstand die lateinische Sammlung des Volksrechts der Franken Lex Salica. Das Reich von Soissons wird als Neustrien Bestandteil des Fränkischen Reichs, das bis zu seiner Teilung 843 im Vertrag von Verdun die bestimmende Großmacht in Mittel- und Westeuropa war.

#### Gotenreiche
Um 150 bis zur Mitte des 3. Jahrhunderts dehnten sich die Goten entlang Weichsel und Dnister bis zum Schwarzen Meer aus. Um 290 kam es zur Trennung der Goten in Terwingen und Greutungen; beide sind nicht völlig deckungsgleich mit den späteren West- und Ostgoten. In Südrussland errichteten die Greutungen ein Reich, über dessen Größe und inneren Aufbau wenig bekannt ist. Die Terwingen rückten in das von den Römern unter Aurelian aufgegebene Dakien ein und ließen sich dort nieder.
Die Goten lagen häufig mit den Römern im Konflikt, wurden jedoch nie unterworfen und besiegten 252 sogar ein römisches Heer.
Durch den Einfall der Hunnen aus den asiatischen Steppen um 375 n. Chr. wurde das Reich der Greutungen zerstört bzw. fiel an die Hunnen. Die Greutungen zogen nach Westen und siedelten im Raum des heutigen Ungarn. Fortan standen sie unter Waffengefolgschaft der Hunnen und zogen 451 bei der Schlacht auf den Katalaunischen Feldern gegen die Westgoten und Burgunder zu Felde.
488 zog der ostgotische König Theoderich mit den sich nun formierten Ostgoten nach Italien und besiegte den dortigen germanischen Herrscher Odoaker. Theoderich gründete daraufhin ein neues ostgotisches Reich in Italien, welches aber bald nach seinem Tod unterging.
Die Terwingen hingegen hatten sich dem hunnischen Zugriff entzogen und sich 376 über die Donau ins römische Reich abgesetzt. Dort wurden sie angesiedelt, rebellierten aber bald darauf, was zur Schlacht von Adrianopel 378 führte, in der Kaiser Valens und der Großteil des römischen Bewegungsheeres im Osten untergingen. Erst Theodosius I. schloss 382 einen Vertrag, der ihnen weitgehende Rechte einräumte. Nach dem Tod des Kaisers Theodosius im Jahre 395 plünderte der Gote Alarich I. mit seinem Heer die römischen Provinzen; 410 eroberte er sogar Rom. Im Jahre 418 wurden die Terwingen, die sich nun endgültig zu den Westgoten formiert hatten, in Aquitanien angesiedelt, wo sie das Westgotenreich gründeten. Sie dehnten ihren Machtbereich auch auf die Iberische Halbinsel aus und verlagerten im frühen 6. Jahrhundert den Schwerpunkt dorthin. Im frühen 8. Jahrhundert wurde das Westgotenreich durch die Invasion der Mauren vernichtet.

#### Die Langobarden
Nach der Eroberung des Gepidenreichs 567 wurden die Langobarden durch die Awaren verdrängt und eroberten unter König Alboin Norditalien mit der Hauptstadt Pavia und weitere Gebiete in Mittel- und Süditalien. Die anderen Regionen blieben unter Kontrolle des oströmischen Reiches. Diese Landnahme gilt als Abschluss der spätantiken Völkerwanderung. König Authari (584–590) trat vom arianischen zum katholischen Glauben über. Erst 662 verdrängt der Katholizismus den Arianismus offiziell – gleichzeitig mit dem Vordringen des Islam. Karl der Große eroberte 774 Pavia unter dem letzten Langobardenkönig Desiderius und ließ sich selbst zum König der Langobarden krönen. Im Süden blieb das Herzogtum Benevent bis zur Eroberung durch die Normannen im 11. Jahrhundert selbstständig. Der Name „Langobarden“ ist in der Bezeichnung Lombardei (ital. Lombardia), für eine norditalienische Region, bis heute erhalten geblieben.

#### Nordeuropa
Siehe Hauptartikel: Vendelzeit, Wikingerzeit, Geschichte Dänemarks, Geschichte Norwegens und Geschichte Schwedens.

#### Reich der Vandalen
Im Jahre 406 fielen die Vandalen gemeinsam mit anderen germanischen Stämmen nach Gallien ein. Drei Jahre später hatten sie die Iberische Halbinsel erreicht. Unter König Geiserich drangen sie 429 zusammen mit Alanen nach Nordafrika vor und eroberten die dortigen römischen Provinzen. Hippo Regius – während der Belagerung starb Augustinus von Hippo – war bis 439 Hauptstadt. Mit der Eroberung von Africa Proconsularis wurde Karthago Hauptstadt und die dortige römische Flotte wurde erbeutet. In der Folgezeit wurden zahlreiche Mittelmeerinseln erobert und 455 Rom geplündert und besetzt. Der oströmische Kaiser Zenon erkannte die Herrschaft der Vandalen 474 an. Im Jahre 477 wurde Hunerich der Nachfolger von Geiserich und es kam ab 483 zu Verfolgungen der Katholiken durch die arianischen Vandalen. Erst 523 wurde für kurze Zeit unter Hilderich die katholische Religion wieder zugelassen. 534 eroberte der oströmische Feldherr Belisar im Auftrag Justinians das Vandalenreich und beendete deren Herrschaft.

### Das Ende der kaiserzeitlichen archäologischen Kulturen östlich der Elbe
Über den Niedergang der germanischen Besiedlung des ostelbischen Raums gibt es wenig historische Quellen. Es muss auf archäologische Untersuchungen zurückgegriffen werden. In der ersten Hälfte des 5. Jahrhunderts ist auf polnischem Gebiet noch eine intensive Besiedlung durch die letzte Entwicklungsphase der Przeworsker Kultur nachweisbar. Das Gebiet stand in regen Beziehungen zum Reich von Attila (mittlerer Donauraum) und hatte wahrscheinlich auch eine gewisse politische Bedeutung („Fürstengrab“ von Jakuszowice). Das Ende dieser Kultur lässt sich um die späte Mitte des 5. Jahrhunderts datieren. Bereits davor brechen die kaiserzeitlichen Spuren auf ukrainischem Gebiet ab. Die Gebiete der Slowakei, Mährens, Niederösterreichs, Böhmens und Ungarns weisen für das 5. Jahrhundert eine intensive germanische Besiedlung auf. Spätere Funde germanischer Kulturen sind in der Slowakei nicht mehr zu finden. Bereits die frühen donauländischen Bügelfibeln sind dort selten zu finden. Die Goldmünzfunde aus dem 6. Jahrhundert fehlen bis auf eine Ausnahme ganz. Die gepidische Besiedlung ist für das 6. Jahrhundert auf dem Gebiet Ostungarns nachweisbar, jedoch nicht in der Ostslowakei. Im nordöstlichen Teil Mährens enden die germanischen Funde zu Beginn des 6. Jahrhunderts. In den anderen Regionen, in Niederösterreich und der Südslowakei westlich der Kleinen Karpaten ist die langobardische Besiedlung nachweisbar. Diese Besiedlung nimmt zur Mitte des 6. Jahrhunderts hin ab, als die Langobarden Pannonien besetzten. Für Böhmen wird bis nach der Mitte des 6. Jahrhunderts eine germanische Besiedlung vermutet. Über diese Besiedlungsbrücke könnten die Kontakte des mitteldeutschen Raums mit dem mittleren Donauraum verlaufen sein.
Die genannten Gebiete wurden nachfolgend von den Slawen besiedelt. Der Charakter dieser Landnahme ist nicht zweifelsfrei zu klären. Die Kämpfe mit den Bayern (593 und 595) oder die Einfälle in Thüringen im 7. Jahrhundert legen verheerende Einfälle mit anschließender Eroberung nahe. Jedoch waren auch Gebiete (Schlesien, Slowakei) möglicherweise einige Zeit unbewohnt, bevor sie durch die Slawen besetzt wurden. Die geräumten Gebiete sind oft sehr fruchtbar gewesen und die Motive für die Aufgabe der germanischen Besiedlung bleiben unklar. Allerdings blieb wohl teilweise eine germanische Restbevölkerung zurück, die aber in der Folgezeit slawisiert wurde. Mit dem Abzug der Langobarden nach Italien im Jahre 568 und dem Erscheinen der Awaren ergaben sich dann für die slawische Landnahme neue Möglichkeiten.

### Antike Autoren
- Caesar (Gallischer Krieg 6,21)
- Plutarch (Caesar 19)
- Appian (Römische Geschichte 1,4,3)
- Strabon (Geographie 7,2)
- Plinius der Ältere (in den verlorenen Bellis Germaniae; Naturalis historia 3, 4)
- Tacitus (Germania 9,39,40,43; Annalen 1,51; 2,12; 13,55 und 57; Historien 4,14; 4,22; 4,61; 4,65; 4,73; 5,22 ff.)
- Sueton (Vitellius 14, Domitian 16)
- Sozomenos (Kirchengeschichte 6,37)
- Claudian (Panegyrici Consul. Stilichonis 1, 288; Bell. get. 528, 542)
- Orosius (Historiae adversum Paganos 5, 16)
- Ammianus Marcellinus (Res Gestae 14,9; 25,5,17)
- Agathias (2,6; 28,5)
- Prokopios von Caesarea (Gotenkrieg 2,4 ff.; 15,25)

### Übersetzungen
Sammlungen
- Hans-Werner Goetz, Karl-Wilhelm Welwei (Hrsg.): Altes Germanien. Auszüge aus den antiken Quellen über Germanen und ihre Beziehungen zum römischen Reich. Quellen der Alten Geschichte bis zum Jahre 238 n. Chr. Latein/griechisch/deutsch. Zwei Teile. Darmstadt 1995.
- Hans-Werner Goetz, Steffen Patzold, Karl Wilhelm Welwei (Hrsg.): Die Germanen in der Völkerwanderung. Auszüge aus den antiken Quellen über die Germanen von der Mitte des 3. Jahrhunderts bis zum Jahre 453 n. Chr. Latein/griechisch/deutsch. Zwei Teile. Darmstadt 2006 und 2007.
  - als vollständige Sonderausgabe (nur über die Wissenschaftliche Buchgesellschaft zu beziehen): Hans-Werner Goetz, Steffen Patzold, Karl-Wilhelm Welwei (Hrsg.): Die Germanen. WBG, Darmstadt 2013.
- Joachim Hermann (Hrsg.): Griechische und lateinische Quellen zur Frühgeschichte Mitteleuropas bis zur Mitte des 1. Jahrtausends unserer Zeit. Vier Bände. Akademie Verlag, Berlin (Ost) 1988–1992.

Einzelne Autoren
- Augustus: Res Gestae Divi Augusti (Meine Taten). Lateinisch/griechisch/deutsch. Düsseldorf und Zürich 1999, ISBN 3-7608-1511-1.
- Julius Caesar: Der Gallische Krieg. Reclam, Stuttgart 2004, ISBN 3-15-009960-9.
- Beda Venerabilis: Ecclesiastica gentis Anglorum (Kirchengeschichte des englischen Volkes). Hrsg. und übers. von G Spitzbart, zweite Auflage, Darmstadt 1997.
- Jordanes: Gotengeschichte nebst Auszügen aus seiner Römischen Geschichte. Übersetzt von Wilhelm Martens, hrsg. von Alexander Heine, Essen und Stuttgart 1985 (ursprünglich 1914).
- Ammianus Marcellinus: Römische Geschichte. Vier Bände. Übersetzt und kommentiert von W. Seyfahrt, zweite Auflage, Darmstadt 1978.
- Velleius Paterculus: Historia Romana. Römische Geschichte. Lateinisch/deutsch. Übersetzt und hrsg. von Marion Giebel, 1989; bibliographisch ergänzte Ausgabe: Reclam, Stuttgart 1998, ISBN 3-15-008566-7.
- Publius Cornelius Tacitus: Annalen. Lateinisch–Deutsch. Hrsg. von Erich Heller. Mit einer Einführung von Manfred Fuhrmann (= Sammlung Tusculum), dritte Auflage, Düsseldorf und Zürich 1997.
- Publius Cornelius Tacitus: Germania (De origine et situ Germanorum liber). Lateinisch/Deutsch. Übersetzt, erläutert und mit einem Nachwort herausgegeben von Manfred Fuhrmann. Reclam, Stuttgart 1972, Neuauflage mit aktualisierter Bibliographie 2000, ISBN 3-15-009391-0.